# Liste der Ehrenbürger von Berlin
Das Berliner Ehrenbürgerrecht wird vom Senat von Berlin in Einvernehmen mit dem Berliner Abgeordnetenhaus lebenden und toten Personen verliehen bzw. aberkannt.
Die Stadt Berlin hat seit 1813 an 131 Personen zunächst ehrenhalber ohne Zahlung eines Bürgergeldes das Bürgerrecht verliehen. Ab 1851 wurde erstmals ein Ehrenbürgerrecht an einen Berliner Bürger verliehen. Die Auflistung erfolgt chronologisch nach dem Datum der Zuerkennung. 
Aberkannte Titel sind kursiv dargestellt.

## Privilegien
Bei dem Berliner Ehrenbürgerrecht handelt es sich um eine persönliche Auszeichnung, die keine Sonderrechte oder -pflichten beinhaltet. Es werden aber gemäß beschlossener Richtlinien vom 20. August 1956 bestimmte Vorteile ohne Rechtsanspruch gewährt. Dazu zählen Einladungen zu repräsentativen Veranstaltungen des Landes Berlin, wie Empfänge, Bälle und Gedenkfeiern, eine Jahresfreifahrkarte der Berliner Verkehrsbetriebe, eine im Bedarfsfall vorgesehene Ehrenversorgung für den Ausgezeichneten und seine Hinterbliebenen, ein Begräbnis auf Landeskosten sowie eine Ehrengrabstelle auf einem Berliner Friedhof. Darüber hinaus können sich die so ausgezeichneten Personen von einem Künstler ihrer Wahl porträtieren lassen, die zugehörigen Gemälde werden im Gebäude des Abgeordnetenhauses ausgestellt.

## Die Ehrenbürger der Stadt Berlin

### Ehrenhalber verliehenes Bürgerrecht
- Konrad Gottlieb Ribbeck (* 21. März 1759 in Stolp, Pommern; † 28. Juni 1826 in Berlin; ▭ St.-Marien- und St.-Nikolai-Friedhof I, Prenzlauer Berg)

Oberkonsistorialrat und Propst zu Berlin
Verleihung am 6. Juli 1813
Ribbeck zeichnete sich durch die Verringerung der Leiden der Berliner Bürger während der französischen Besetzung 1806 aus.
- Heinrich Falckenberg (* 1771 in Stendal, Mark Brandenburg; † 25. September 1845 in Berlin)

Rechnungsführer der Stadtschuldenkasse
Verleihung am 28. Februar 1815

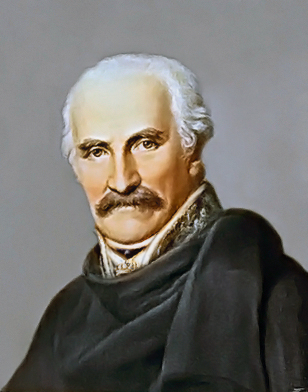
Gebhard von Blücher

- Gebhard Leberecht von Blücher (* 16. Dezember 1742 in Rostock; † 12. September 1819 in Krieblowitz, Provinz Schlesien)

Generalfeldmarschall der preußischen Armee
Verleihung am 31. Januar 1816
Von Blücher wurde für seinen maßgeblichen Anteil am Sieg in der Schlacht bei Waterloo 1815 ausgezeichnet.

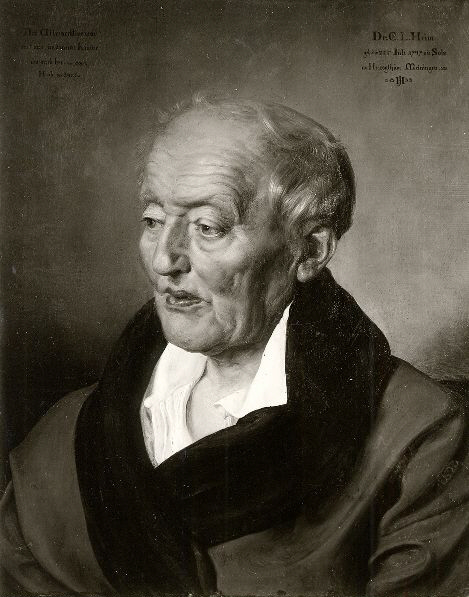
Ernst Ludwig Heim

- Ernst Ludwig Heim (* 22. Juli 1747 in Solz, Sachsen-Meiningen; † 15. September 1834 in Berlin; ▭ Friedhöfe vor dem Halleschen Tor, Kreuzberg)

Arzt
Verleihung am 15. April 1822
Verliehen anlässlich des 50-jährigen Arzt-Jubiläums. Heim war einer der Begründer der modernen Medizin, führte die Pockenschutzimpfung ein und behandelte jährlich tausende Arme unentgeltlich. Nach ihm wurde die Heimstraße im Bergmannkiez in Berlin-Kreuzberg benannt.

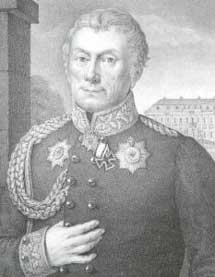
Ludwig von Brauchitsch

- Ludwig von Brauchitsch (* 7. Mai 1757 in Breslau oder Berlin; 19. Januar 1827 in Berlin; ▭ Alter Garnisonfriedhof, Mitte)

Generalleutnant der preußischen Armee, Stadtkommandant von Berlin
Verleihung am 19. Mai 1822
Von Brauchitsch organisierte in den Befreiungskriegen den Berliner Landsturm.
- Friedrich von Schuckmann, ab 1834 Freiherr von Schuckmann (* 25. Dezember 1755 in Mölln, Mecklenburg; † 17. September 1834 in Berlin)

Preußischer Staatsminister (Innenminister) und Mitglied des Preußischen Staatsrats
Verleihung am 11. Januar 1829
Verliehen anlässlich des 50-jährigen Dienstjubiläums.

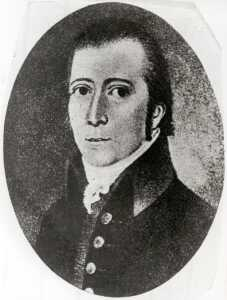
Carl Friedrich Ludwig von Gontard

- Carl Friedrich Ludwig von Gontard (* 30. Juli 1764 in Bayreuth; † 1. März 1839 in Berlin; ▭ Alter Garnisonfriedhof, Mitte)

Oberstleutnant der preußischen Armee, Platzmajor von Berlin
Verleihung am 31. Juli 1829
Verliehen anlässlich des 50-jährigen Militär-Jubiläums. Von Gontard machte sich während der französischen Besatzung der Stadt sehr um das Wohlergehen der Bürger verdient.
- Friedrich Hansmann (* 30. Mai 1769 in Berlin; † 4. Mai 1836 ebenda)

Chordirektor
Verleihung am 28. Oktober 1829
Verliehen anlässlich des 25-jährigen Bestehens des durch ihn gegründeten Gesangsinstituts.
- Carl Friedrich Heinrich Graf von Wylich und Lottum (* 5. November 1767 in Berlin; 14. Februar 1841 ebenda)

Preußischer Staatskanzler, General der Infanterie
Verleihung am 9. April 1834
Verliehen anlässlich des 50-jährigen Militär-Jubiläums.

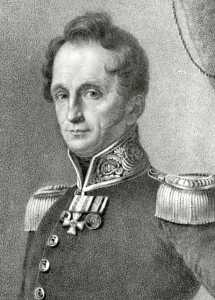
Karl von Gerlach

- Karl von Gerlach (* 30. Dezember 1792 in Neuwedell; † 14. August 1863 in Booßen, Provinz Brandenburg)

Polizeipräsident von Berlin 1832–1839
Verleihung am 3. Oktober 1834
Von Gerlach verdiente sich in hohem Maße das Vertrauen des Magistrats und die Sympathie der Bevölkerung.
- Friedrich August von Staegemann (* 7. November 1763 in Vierraden, Uckermark; † 17. Dezember 1840 in Berlin; ▭ Friedhöfe vor dem Halleschen Tor, Kreuzberg)

Chef der preußischen Staatsbank
Verleihung am 4. Februar 1835
Verliehen anlässlich des 50-jährigen Dienstjubiläums. Von Staegemann machte sich besonders um die Verwirklichung der Stein-Hardenbergschen Reformen verdient.
- Ludwig Wilhelm Neumann (* 7. Juli 1762 in Perleberg, Brandenburg; † 30. November 1847 in Berlin)

Justizrat
Verleihung am 20. Januar 1837
Verliehen anlässlich des 50-jährigen Dienstjubiläums. Neumanns bedeutendstes Projekt war die Reform des Prozessverfahrens.

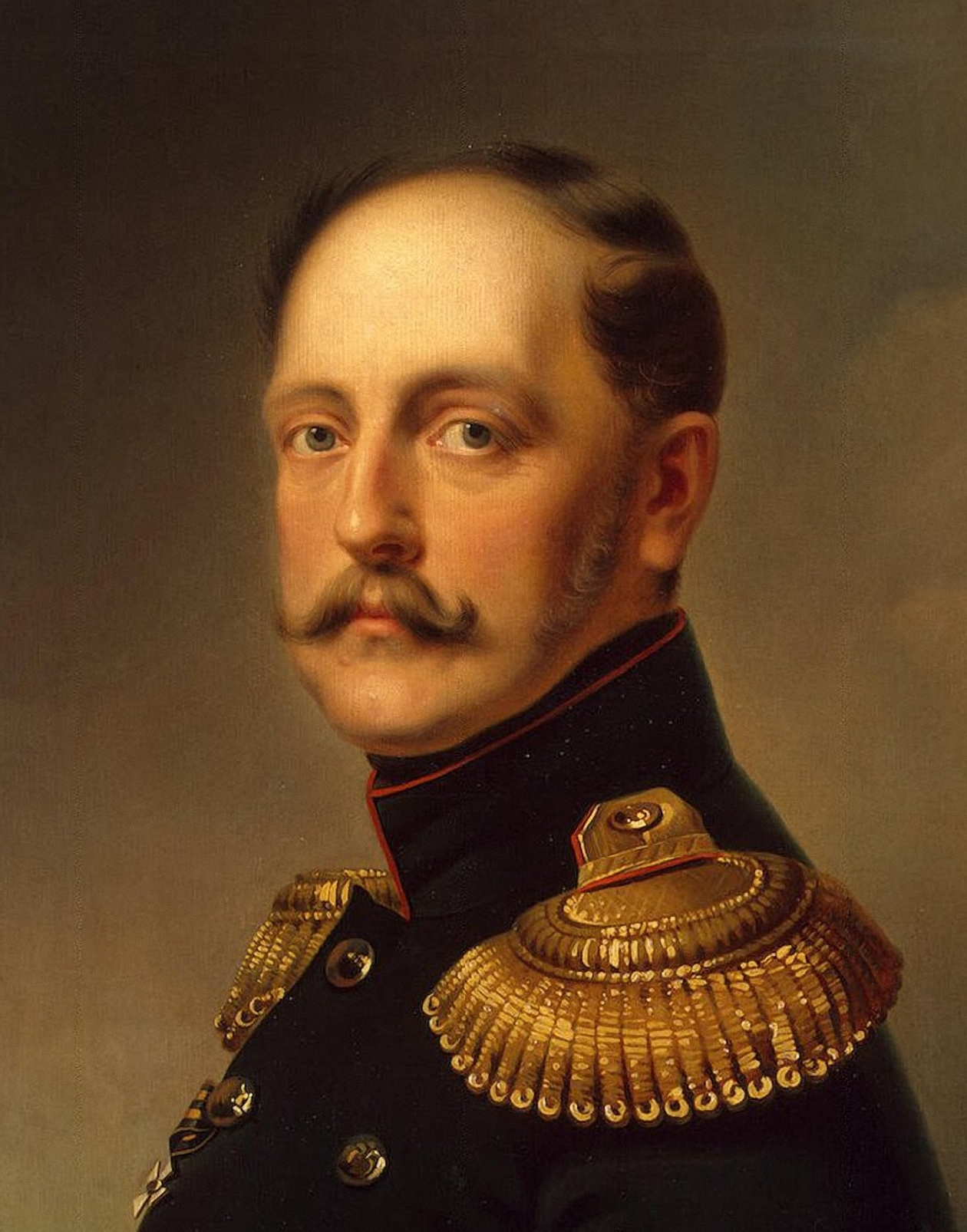
Zar Nikolaus I.

- Kaiser (Zar) Nikolaus I. (* 25. Juni 1796 in Zarskoje Selo, Russland; † 18. Februar 1855 in Sankt Petersburg)

Kaiser von Russland
Verleihung am 18. Oktober 1837
Verliehen anlässlich seines Erwerbs des Grundstücks der Russischen Botschaft in Berlin.
- Johann Philipp von Ladenberg (* 15. August 1769 in Magdeburg; † 11. Februar 1847 in Berlin)

Chefpräsident der preußischen Oberrechnungskammer
Verleihung am 26. November 1839
Verliehen anlässlich des 50-jährigen Dienstjubiläums. Von Ladenberg leitete die Staatskommission zur Verbesserung des Staatsorganismus.
- Karl Albert von Kamptz (* 16. September 1769 in Schwerin; † 3. November 1849 in Berlin; ▭ Schöneberg bei Stargard, Kreis Saatzig in Pommern)

Wirklicher Geheimer Staats- und Justizminister
Verleihung am 24. März 1840
Verliehen anlässlich des 50-jährigen Dienstjubiläums. Von Kamptz strebte als Jurist danach, das bestehende System – besonders gegen freiheitliche Regungen – zu verteidigen.

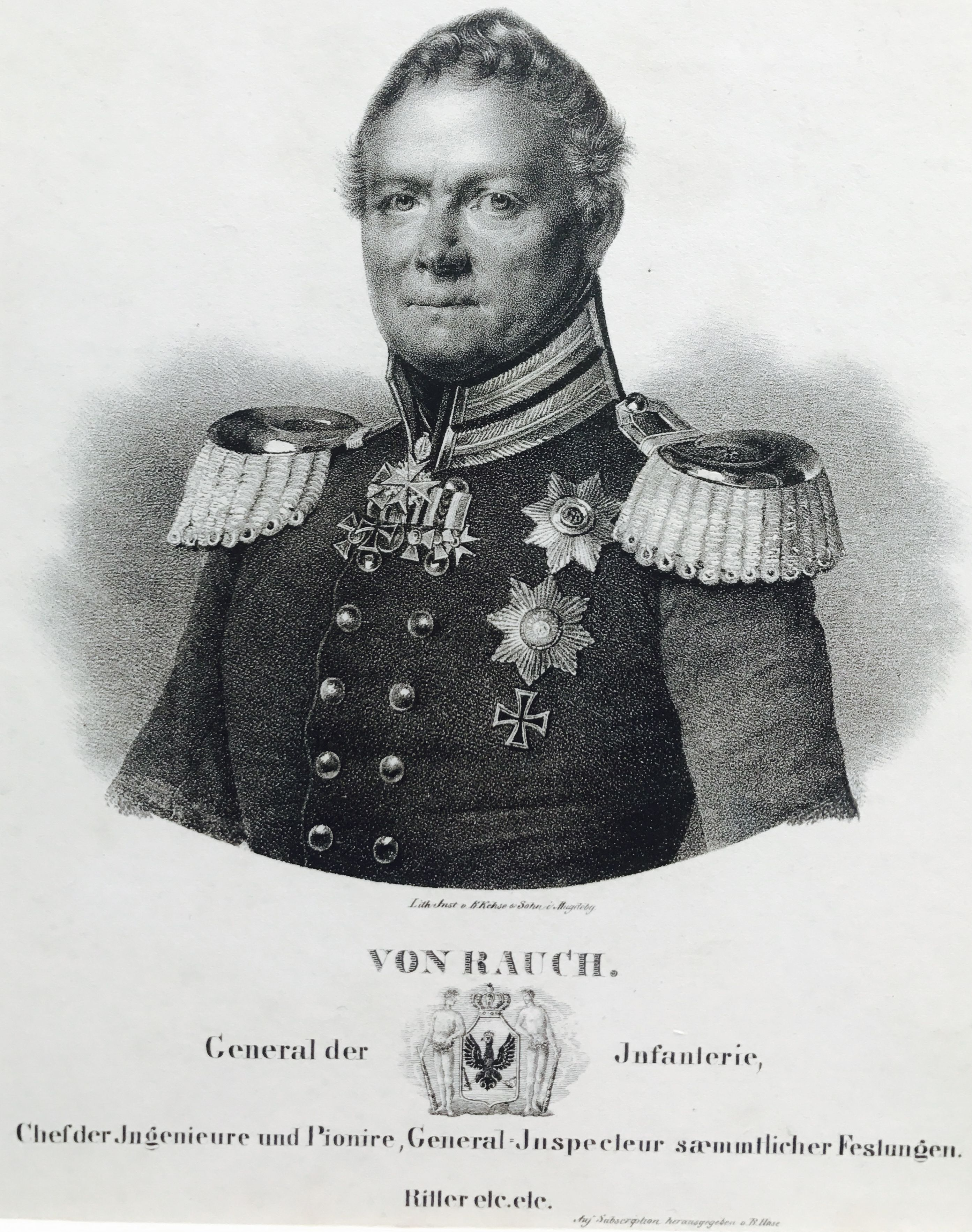
Gustav von Rauch

- Gustav von Rauch (* 1. April 1774 in Braunschweig; † 2. April 1841 in Berlin; ▭ Invalidenfriedhof, Mitte)

General der preußischen Armee, Kriegsminister
Verleihung am 6. April 1840
Von Rauch bemühte sich besonders um die Einrichtung von Kriegsschulen und die Entwicklung des Ingenieur-, Festungs- und Pionierwesens der preußischen Armee.
- Friedrich Magnus von Bassewitz (* 17. Januar 1773 in Schönhof, Mecklenburg-Schwerin; † 14. Januar 1858 in Berlin)

Oberpräsident der Provinz Brandenburg
Verleihung am 31. März 1842
Verliehen anlässlich seines Rücktritts aus gesundheitlichen Gründen.

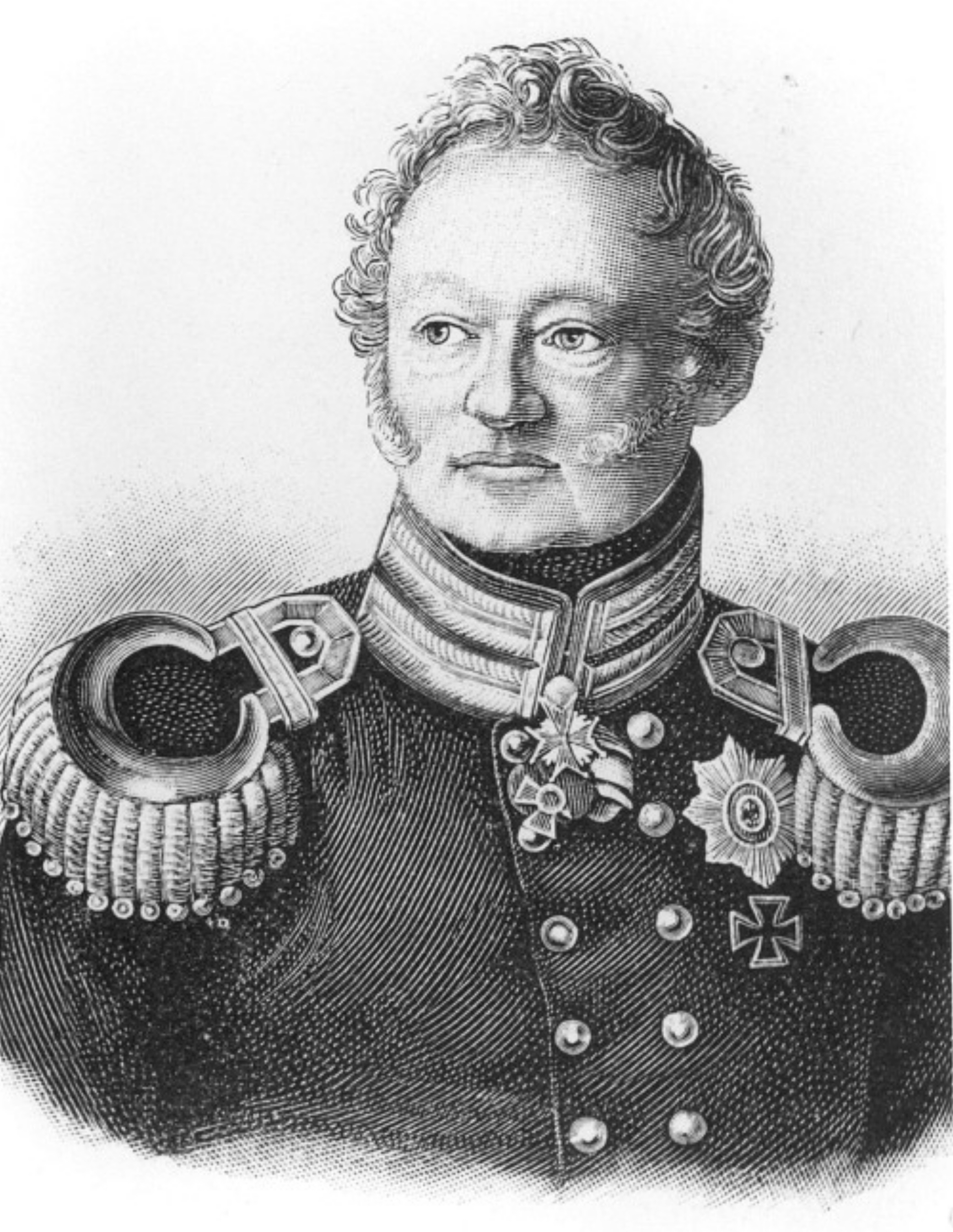
Karl von Müffling

- Freiherr Karl von Müffling (* 12. Juni 1775 in Halle (Saale); † 16. Januar 1851 bei Erfurt; ▭ Brühler Garten in Erfurt)

Präsident des Staatsrates, Gouverneur von Berlin
Verleihung am 15. November 1842
Verliehen anlässlich des 50-jährigen Dienstjubiläums.
- Hermann von Boyen (* 23. Juni 1771 in Kreuzburg, Ostpreußen; † 15. Februar 1848 in Berlin; ▭ Invalidenfriedhof, Mitte)

Kriegsminister
Verleihung am 19. November 1842
Von Boyen galt in Preußen als vielkritisierter, aber ambitionierter Reformer.

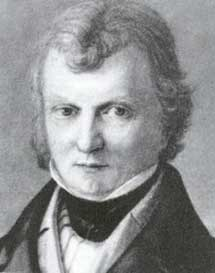
Carl Streckfuß

- Carl Streckfuß (* 20. September 1779 in Gera; 26. Juli 1844 in Berlin; ▭ Friedhof II der Sophiengemeinde Berlin, Mitte)

Wirklicher Geheimer Oberregierungsrat
Verleihung am 9. März 1843
Verliehen anlässlich seines Austritts aus dem Staatsdienst. Streckfuß machte sich besonders durch italienische Übersetzungen, wie Dantes Göttliche Komödie einen Namen.
- Johann Christian Krüger (* 8. Februar 1771 in Berlin; 25. Dezember 1845 ebenda)

Beamter im Berliner Stadtgericht
Verleihung am 14. Mai 1843
Verliehen anlässlich des 50-jährigen Dienstjubiläums im Dienste des Stadtgerichts.

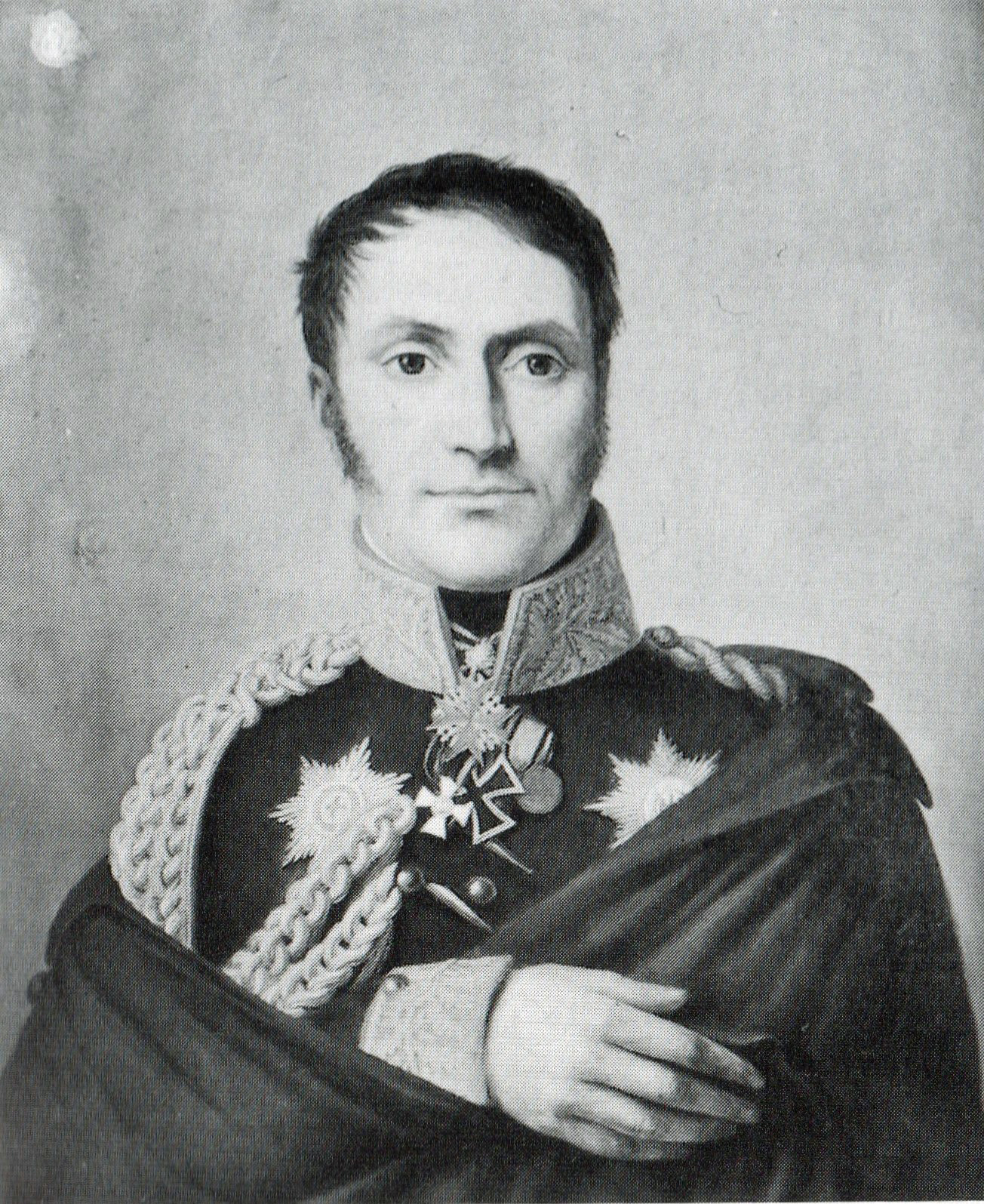
Ludwig von Borstell

- Ludwig von Borstell (* 30. Dezember 1773 in Tangermünde, Brandenburg; † 9. Mai 1844 in Berlin; ▭ Alter Garnisonfriedhof, Berlin-Mitte)

General der preußischen Armee
Verleihung 6. September 1843
Verliehen anlässlich des 30. Jahrestages der Schlacht bei Dennewitz. Von Borstells Sieg über die französischen Truppen verhinderte eine erneute Besetzung Berlins.
- Johann David Heegewaldt (* 15. Juni 1773 in Berlin; 16. April 1850 ebenda; ▭ Friedhöfe vor dem Halleschen Tor, Kreuzberg)

Rechnungsführer der Armendirektion
Verleihung 1844
Heegewaldt gelang es, die Spenden für das Armenwesen deutlich zu erhöhen.
- Carl August Alsleben (* 5. Oktober 1770 in Magdeburg; † 6. Februar 1855 in Berlin)

Oberlandesgerichtsrat
Verleihung am 12. Juni 1845
Verliehen für sein Engagement für viele wohltätige Vereine.

Eugen von Puttkamer

- Eugen von Puttkamer (* 12. Oktober 1800 in Zemlin (heute zu Golczewo), Pommern; † 17. April 1874 in Lübben (Spreewald), Provinz Brandenburg; ▭ Glowitz, Kreis Stolp in Pommern)

Polizeipräsident von Berlin
Verleihung am 27. Juli 1847
Verliehen anlässlich seines Wechsels nach Frankfurt (Oder). Die Verleihung löste so kurz vor der Märzrevolution Proteste aus, da von Puttkamer als rechter Aristokrat galt.
- Christian von Rother (* 14. November 1778 in Strelen, heute zu Wiązów, Schlesien; † 7. November 1849 in Rogau, heute zu Prochowice, Schlesien)

Finanzminister
Verleihung am 14. Oktober 1847
Verliehen anlässlich des 50-jährigen Dienstjubiläums. Von Rother zeichnete sich durch die Belebung des preußischen Handels und Gewerbes nach den Koalitionskriegen aus.

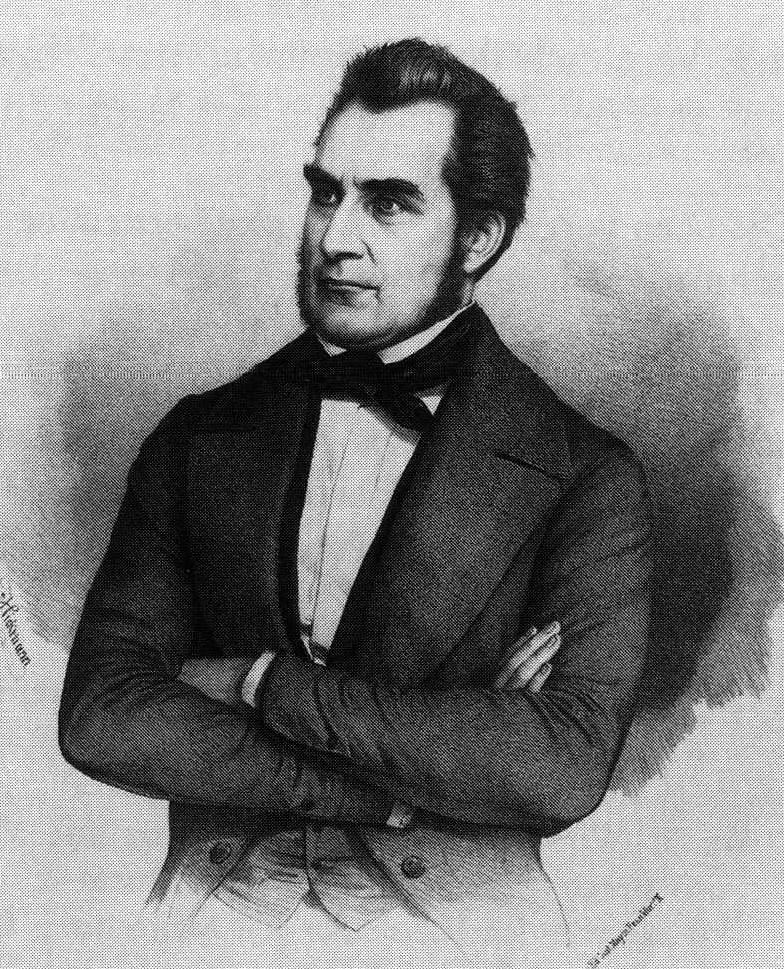
Heinrich von Gagern

- Freiherr Heinrich von Gagern (* 20. August 1799 in Bayreuth; † 22. Mai 1880 in Darmstadt)

Präsident der Frankfurter Nationalversammlung
Verleihung am 19. März 1849
Von Gagern erhielt die Ehrenbürgerwürde aufgrund seines Einsatzes für ein vereinigtes, freiheitliches Deutschland.
- Graf Friedrich Wilhelm von Brandenburg (* 24. Januar 1792 in Berlin; † 6. November 1850 ebenda)

Preußischer Ministerpräsident
Verleihung am 6. Februar 1850
Träger der Reaktion in Preußen. Als Ministerpräsident führte er eine Verfassung ein, die die Macht des Königs stärkte.
- Freiherr Otto von Manteuffel (* 3. Februar 1805 in Lübben, Brandenburg; † 26. November 1882 Krossen, heute zu Drahnsdorf, Brandenburg)

Preußischer Innenminister
Verleihung am 6. Februar 1850
Träger der Reaktion in Preußen.
- Graf Friedrich von Wrangel (* 13. April 1784 in Stettin; † 1. November 1877 in Berlin)

Generalfeldmarschall der preußischen Armee
Verleihung am 24. September 1850
Träger der Reaktion in Preußen. Von Wrangel rückte mit seinen Truppen in die Stadt ein, verhängte den Ausnahmezustand und stellte so die Autorität des Königs wieder her.

### Ehrenbürgerrecht
- Christian Daniel Rauch (* 2. Januar 1777 in Arolsen, Waldeck; † 3. Dezember 1857 in Dresden; ▭ Friedhof der Dorotheenstädtischen und Friedrichswerderschen Gemeinden, Mitte)

Bildhauer
Verleihung am 31. Mai 1851
Verliehen anlässlich der Einweihung des Reiterstandbilds Friedrichs des Großen am Anfang des Boulevards Unter den Linden. Erster Berliner Bürger, der das Ehrenbürgerrecht erhält.

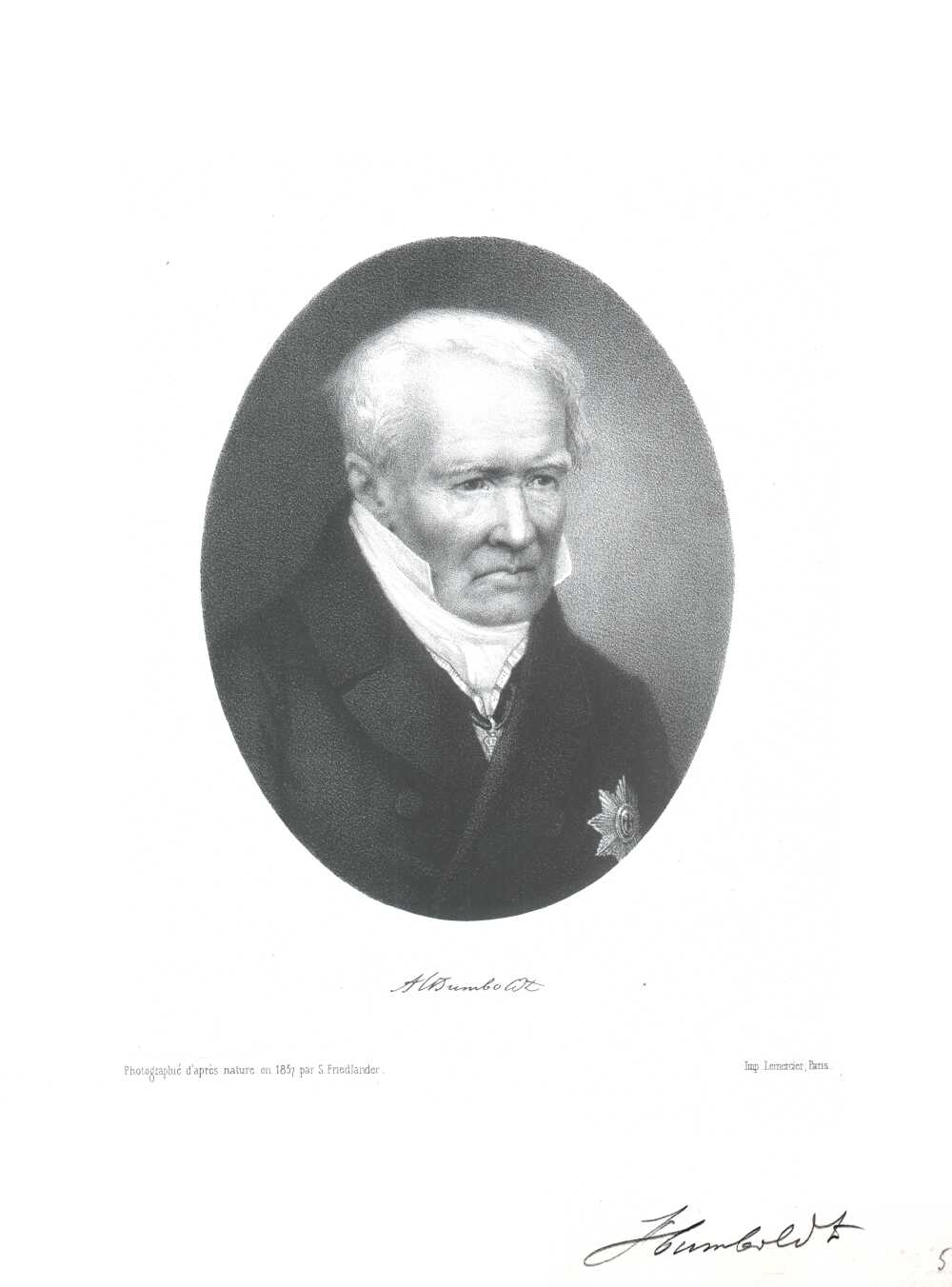
Alexander von Humboldt

- Freiherr Alexander von Humboldt (* 14. September 1769 in Berlin; † 6. Mai 1859 ebenda; ▭ Schlosspark Tegel, Tegel)

Naturforscher und Entdecker
Verleihung am 24. Januar 1856
Von Humboldt gilt als einer der Mitbegründer der Geographie als empirischer Wissenschaft.
- Eduard von Flottwell (* 23. Juli 1786 in Insterburg, Ostpreußen; † 28. Mai 1865 in Berlin)

Oberpräsident verschiedener preußischer Provinzen
Verleihung am 16. Februar 1856
Verliehen anlässlich des 50-jährigen Dienstjubiläums.

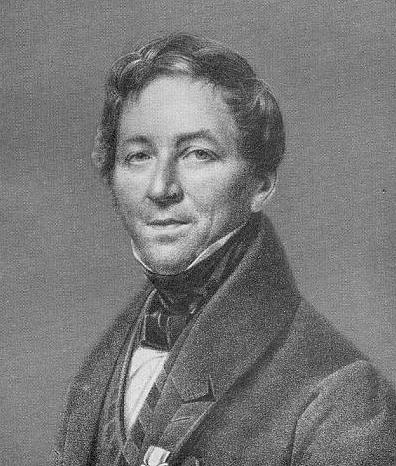
August Boeckh

- August Boeckh (* 24. November 1785 in Karlsruhe; † 3. August 1867 in Berlin; ▭ Friedhof der Dorotheenstädtischen und Friedrichswerderschen Gemeinden, Mitte)

Altertumsforscher, Professor an der Friedrich-Wilhelms-Universität
Verleihung am 15. März 1857
Verliehen anlässlich des 50-jährigen Dienstjubiläums. Boeckh war auch maßgeblich an der ersten Gesamtausgabe der Werke Friedrichs II. beteiligt.
- Samuel Marot (* 11. Dezember 1770 in Magdeburg; † 12. Oktober 1865 in Berlin; ▭ Friedhöfe vor dem Halleschen Tor, Kreuzberg)

Superintendent der reformierten und der lutherischen Diözese Friedrichswerder; Mitverfasser des Berliner Gesangbuchs aus dem Jahr 1829.
Verleihung am 1. Juli 1858
Verliehen anlässlich des 60-jährigen Dienstjubiläums.

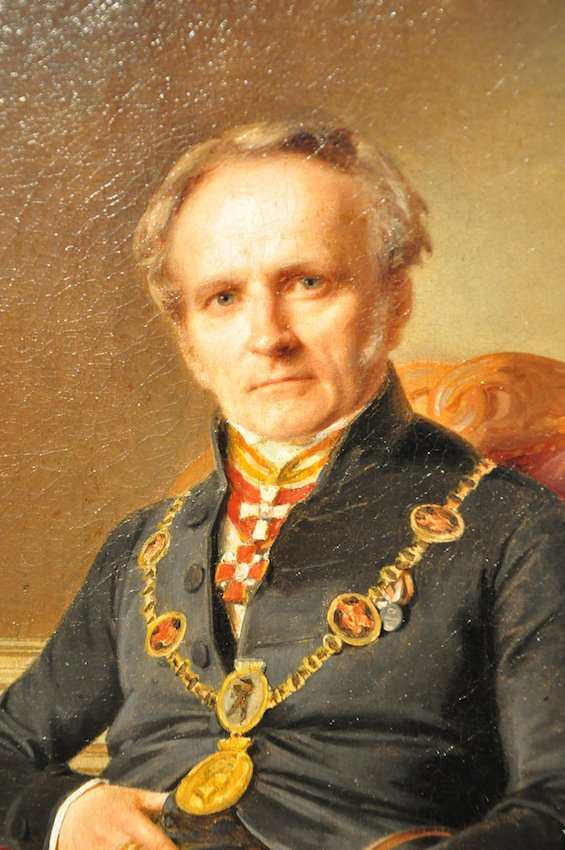
Heinrich Wilhelm Krausnick

- Heinrich Wilhelm Krausnick (* 30. März 1797 in Potsdam; † 14. Dezember 1882 in Berlin; ▭ Friedhöfe vor dem Halleschen Tor, Kreuzberg)

Oberbürgermeister von Berlin
Verleihung am 30. Dezember 1862
Verliehen anlässlich seiner Amtsniederlegung nach 26 Jahren Amtszeit.
- Graf Helmuth Karl Bernhard von Moltke (* 26. Oktober 1800 in Parchim, Mecklenburg-Schwerin; † 24. April 1891 in Berlin)

Chef des Generalstabes der preußischen Armee
Verleihung am 18. März 1871
Verliehen anlässlich der Siege in den deutschen Einigungskriegen.

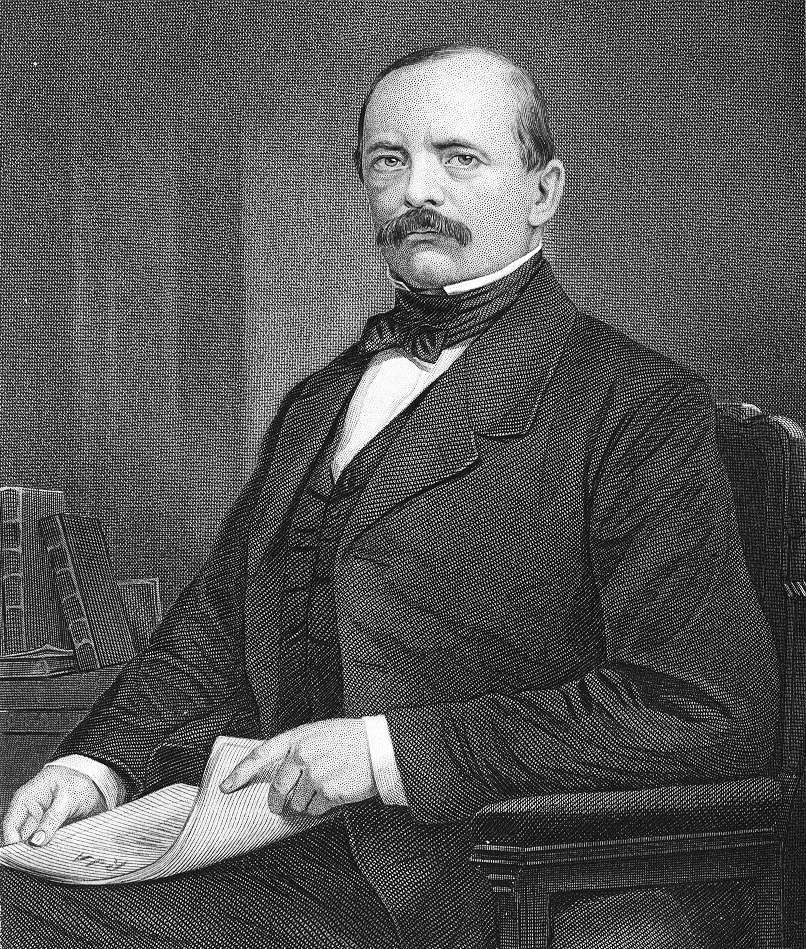
Otto von Bismarck

- Fürst Otto von Bismarck (* 1. April 1815 in Schönhausen, Provinz Sachsen; † 30. Juli 1898 in Friedrichsruh, Schleswig-Holstein)

Reichskanzler
Verleihung am 27. März 1871
Verliehen anlässlich der Gründung des Deutschen Reichs.
- Heinrich Kochhann (* 11. Mai 1805 in Berlin; † 11. Februar 1890 ebenda; ▭ Luisenstädtischer Friedhof, Kreuzberg)

Stadtverordneter von Berlin
Verleihung am 14. Januar 1875
- Heinrich Schliemann (* 6. Januar 1822 in Neubukow, Mecklenburg-Schwerin; † 26. Dezember 1890 in Neapel)

Altertumsforscher
Verleihung am 7. Juli 1881
Verliehen anlässlich der Schenkung seiner trojanischen Goldschätze an das deutsche Volk und ihrer Ausstellung in Berlin.

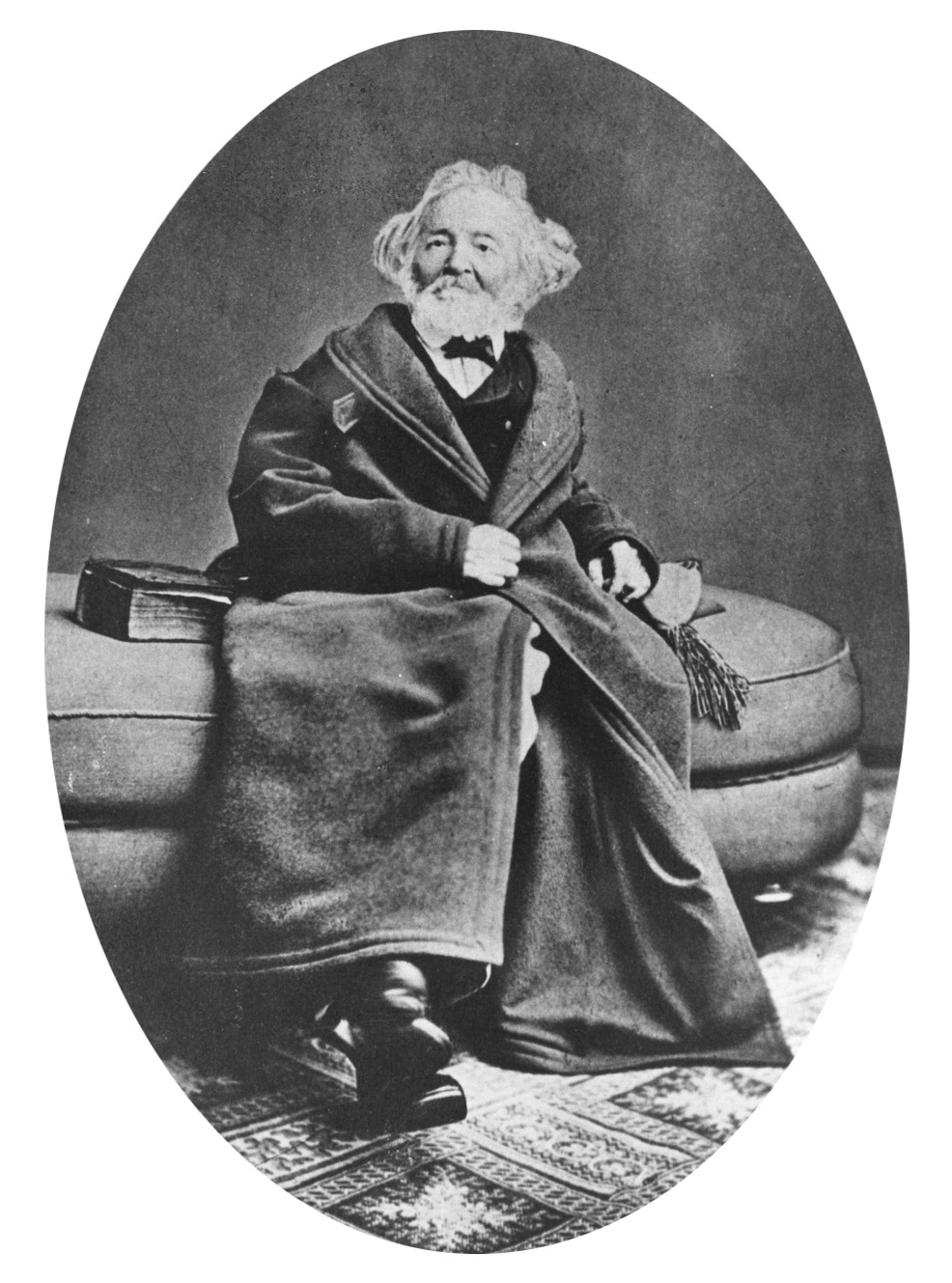
Leopold von Ranke

- Leopold von Ranke (* 21. Dezember 1795 in Wiehe, Provinz Sachsen; † 23. Mai 1886 in Berlin; ▭ Friedhof II der Sophiengemeinde Berlin, Mitte)

Historiker, Professor an der Universität Berlin
Verleihung am 31. März 1885
Verliehen anlässlich des 60-jährigen Dienstjubiläums. Von Ranke gilt als der Begründer der quellenkritischen Methode in der Geschichtsforschung.
- Robert Koch (* 11. Dezember 1843 in Clausthal-Zellerfeld, Hannover; † 27. Mai 1910 in Baden-Baden; ▭ Mausoleum des Robert Koch-Instituts, Mitte)

Mediziner, Direktor des Hygienischen Instituts der Friedrich-Wilhelm-Universität
Verleihung am 21. November 1890
Verliehen anlässlich der Präsentation des Impfstoffs „Tuberkulin“. Koch entdeckte das Tuberkelbakterium, den Choleraerreger sowie die Überträger von Pest und Malaria.

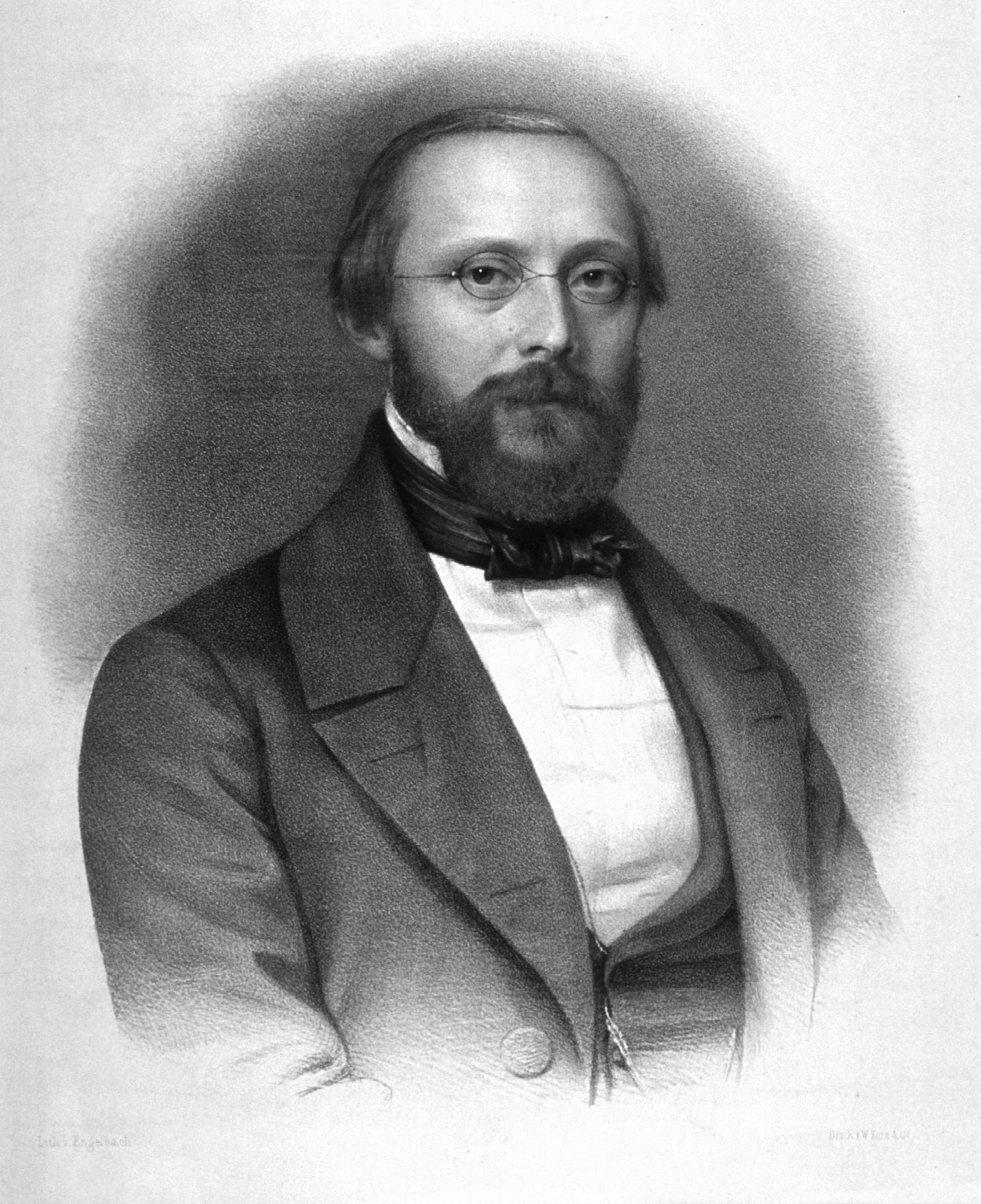
Rudolf Virchow

- Rudolf Virchow (* 13. Oktober 1821 in Schivelbein, Provinz Pommern; † 5. September 1902 in Berlin; ▭ Alter St.-Matthäus-Kirchhof Berlin, Schöneberg)

Mediziner und Sozialpolitiker
Verleihung am 13. Oktober 1891
Verliehen anlässlich seines 70. Geburtstags. Virchow kämpfte als Mitglied der Deutschen Fortschrittspartei im preußischen Abgeordnetenhaus um die Verbesserung der hygienischen Zustände in der Stadt.
- Adolph Menzel (* 8. Dezember 1815 in Breslau; † 9. Februar 1905 in Berlin; ▭ Friedhöfe vor dem Halleschen Tor, Kreuzberg)

Grafiker und Zeichner
Verleihung am 8. Dezember 1895
Verliehen anlässlich seines 80. Geburtstags. Menzel war ein bedeutender Vertreter des bürgerlichen Realismus. Er galt als berufener Maler der Werke König Friedrichs II.
- Paul Langerhans (* 25. Mai 1820 in Berlin; † 21. Juni 1909 ebenda; ▭ Luisenstädtischer Friedhof, Kreuzberg)

Mediziner, Stadtverordnetenvorsteher von Berlin
Verleihung am 25. Mai 1900
Verliehen anlässlich seines 80. Geburtstags. Langerhans beschäftigte sich mit der allgemeinen Gesundheitspflege und förderte unter anderem den Bau der Berliner Kanalisation.

Heinrich Bertram

- Heinrich Bertram (* 1. Mai 1826 in Magdeburg; † 5. November 1904 in Berlin; ▭ Zwölf-Apostel-Kirchhof, Schöneberg)

Stadtschulrat
Verleihung am 23. Dezember 1900
Verliehen anlässlich seiner Amtsniederlegung aus gesundheitlichen Gründen. Bertram setzte sich besonders für Reformen im Volksschulwesen ein. Er förderte den Anschauungsunterricht, setzte sich für Zeichen- und Turnstunden ein und begründete die siebenklassige Gemeindeschule.
- Arthur Hobrecht (* 14. August 1824 in Berent, Provinz Westpreußen; † 7. Juli 1912 in Berlin; ▭ Friedhof Lankwitz)

Oberbürgermeister von Berlin
Verleihung am 14. August 1904
Verliehen anlässlich seines 80. Geburtstags. In seiner Amtszeit als Oberbürgermeister hatte er dafür gesorgt, dass bisher staatliche Straßen und Brücken zu Eigentum der Stadt wurden. Er sorgte für eine moderne Kanalisation und förderte das Unterrichtswesen und die Krankenpflege.
- Albert Haack (* 20. September 1832 in Berlin; † 14. März 1906 ebenda; ▭ Friedhof der Sophienkirchgemeinde, Gesundbrunnen)

Stadtrat, Vorsitzender des Kuratoriums der Wasserwerke
Verleihung am 22. Januar 1905
Verliehen anlässlich des 35. Jubiläums als unbesoldeter Stadtrat im Dienste Berlins.
- Arnold Marggraff (* 17. Mai 1834 in Berlin; † 5. Juni 1915 in Groß-Lichterfelde, Brandenburg; ▭ Friedhof der Sophienkirchgemeinde, Gesundbrunnen)

Stadtrat
Verleihung am 26. Januar 1911
Verliehen anlässlich der Fertigstellung der Berliner Kanalisation, die er zusammen mit Rudolf Virchow und Arthur Hobrecht geplant hatte. Außerdem war er Mitglied des Kuratoriums für Beleuchtungsangelegenheiten, das 1882 am Potsdamer Platz die ersten elektrischen Lampen in Betrieb nahm.

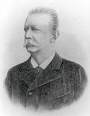
Martin Kirschner

- Martin Kirschner (* 10. November 1842 in Freiburg in Schlesien; † 13. September 1912 in Ehrwald, Tirol; ▭ Zentralfriedhof Friedrichsfelde)

Oberbürgermeister von Berlin
Verleihung am 15. Mai 1912
Verliehen anlässlich seines Rücktritts aus gesundheitlichen Gründen. Kirschner hatte als Oberbürgermeister den Bau des Virchow-Krankenhauses und der Nervenheilanstalt in Buch in Auftrag gegeben. Weiterhin ließ er die städtische Nordbahn, den Osthafen und den Schillerpark bauen.

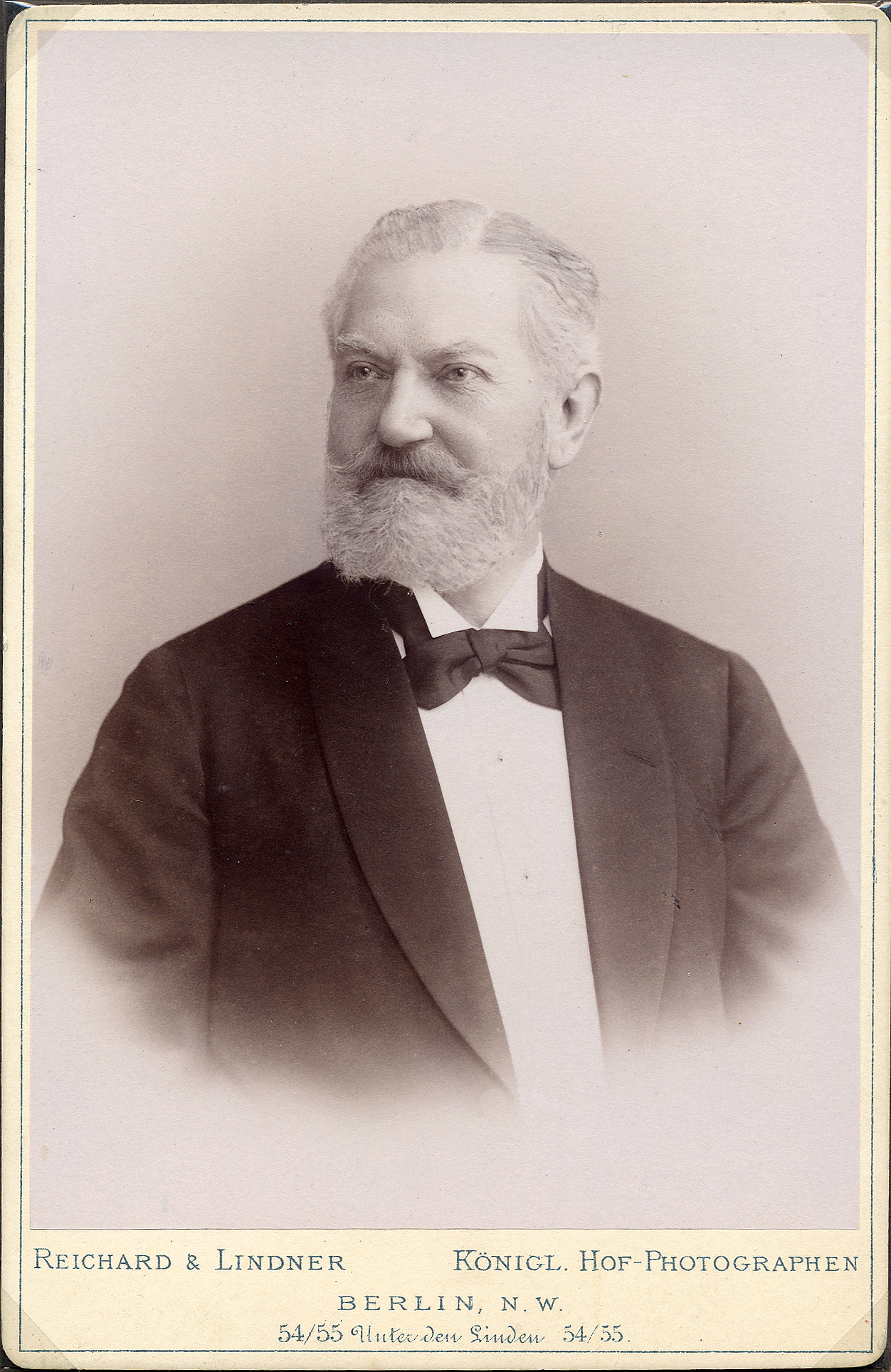
Paul Michelet

- Paul Michelet (* 26. Oktober 1835 in Berlin; † 29. November 1926 ebenda; ▭ Friedhof der französischen Gemeinde, Gesundbrunnen)

Vorsteher der Stadtverordnetenversammlung von Berlin
Verleihung am 20. Januar 1914
Verliehen anlässlich des 25-jährigen Dienstjubiläums.
- Oskar Cassel (* 4. Juni 1849 in Schwetz, Provinz Preußen; † 8. August 1923 in Berlin; ▭ Jüdischer Friedhof Berlin-Weißensee)

Stadtverordneter von Berlin
Verleihung am 20. Januar 1914
Verliehen anlässlich des 25-jährigen Dienstjubiläums.
- Ferdinand Straßmann (* 24. Februar 1838 in Rawitsch, Provinz Posen; † 19. April 1931 in Berlin; ▭ Jüdischer Friedhof Berlin-Weißensee)

Stadtmedizinalrat
Verleihung am 17./18. Dezember 1915
Straßmanns Verdienste lagen in der Förderung des Desinfektionswesens, des Sanitärwesens und des Baus neuer Krankenhäuser und Nervenheilanstalten.

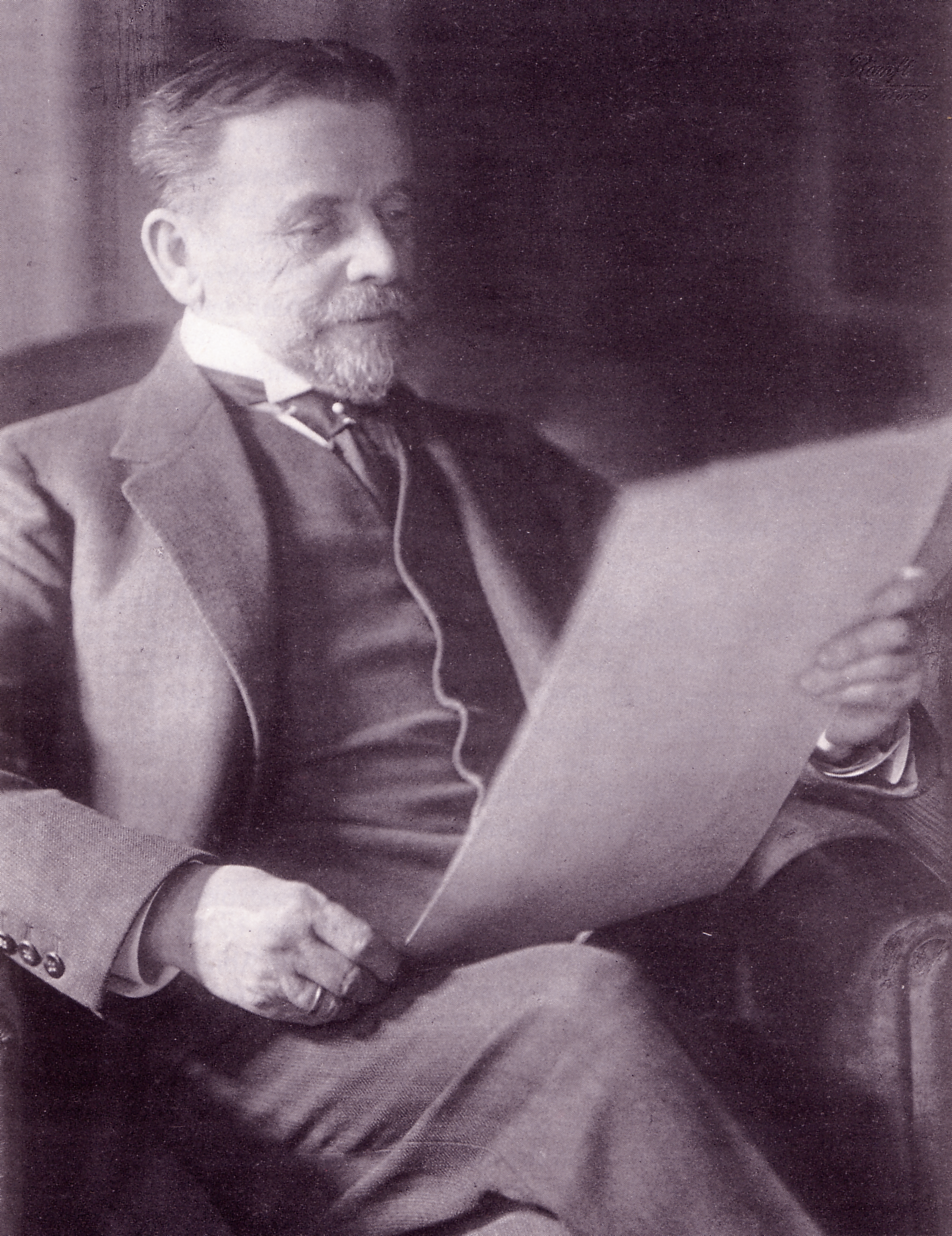
Ludwig Hoffmann

- Ludwig Hoffmann (* 30. Juli 1852 in Darmstadt; † 11. November 1932 in Berlin)

Architekt und Baustadtrat
Verleihung am 13. März 1924
Verliehen anlässlich seines Ausscheidens aus dem Amt. Hoffmann baute in Berlin 111 Bauanlagen mit insgesamt 300 einzelnen Gebäuden, darunter das Rudolf-Virchow-Krankenhaus und die Nervenheilanstalt Buch.
- Hugo Heimann (* 15. April 1859 in Konitz, Westpreußen; † 23. Februar 1951 in New York City)

Stadtverordneter von Berlin, Reichstagsabgeordneter
Verleihung am 24. Juni 1926, erneut am 4. Dezember 1947
Heimann schenkte der Stadt Berlin 1919 eine Bibliothek und Lesehalle.
Die Ehrenbürgerschaft wurde, da Heimann jüdischer Herkunft war, von den Nationalsozialisten aberkannt, 1947 wurde Heimann in seine Rechte als Ehrenbürger wieder eingesetzt
- Hermann Bamberg (* 26. Juli 1846 in Wittenberge, Provinz Brandenburg; † 4. Oktober 1928 in Berlin; ▭ Friedhof Heerstraße, Westend)

Handelsrichter, Vorsitzender des Berliner Vereins des Roten Kreuzes
Verleihung am 26. Juni 1926
Bamberg machte sich besonders durch seine Tätigkeit in den Aufsichtsräten der Sparkasse, Stadtbank und der Messegesellschaft einen Namen.

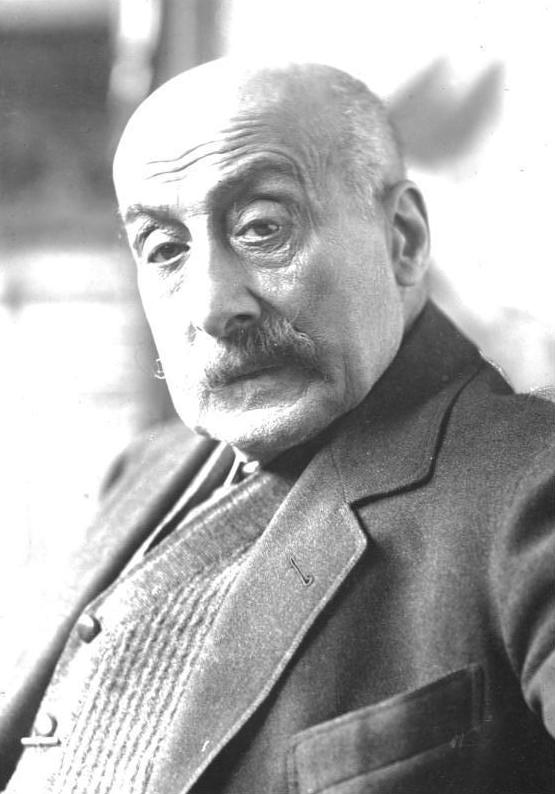
Max Liebermann

- Max Liebermann (* 20. Juli 1847 in Berlin; † 8. Februar 1935 ebenda; ▭ Jüdischer Friedhof Schönhauser Allee, Prenzlauer Berg)

Präsident der Berliner Secession und der Preußischen Akademie der Künste
Verleihung am 30. Juni 1927
Verliehen anlässlich seines 80. Geburtstags. Max Liebermann galt als Meister des Impressionismus.
- Paul von Hindenburg (* 2. Oktober 1847 in Posen; † 2. August 1934 in Neudeck, Ostpreußen)

Preußischer Generalfeldmarschall, Reichspräsident
Verleihung 1933; aberkannt am 30. Januar 2020
Verliehen anlässlich der Ernennung Hitlers zum Reichskanzler. Paul von Hindenburg galt als legendärer Militär, der bereits seit den 1860er-Jahren Offizier war. Im Ersten Weltkrieg wurde er als „Held von Tannenberg“ gefeiert, der die Besetzung Ostpreußens durch russische Truppen verhinderte. In seiner Zeit als Reichspräsident verkörperte er besonders die konservativen Kräfte im Land. Durch die Ernennung Hitlers zum Reichskanzler und die Unterzeichnung des Ermächtigungsgesetzes trug er wesentlich zum Untergang der Weimarer Republik bei. Die Ehrenbürgerschaft war umstritten und wurde am 30. Januar 2020 aberkannt.
- Adolf Hitler (* 20. April 1889 in Braunau am Inn, Oberösterreich; † 30. April 1945 in Berlin)

„Führer“ und Reichskanzler
Verleihung am 1. April 1933; aberkannt am 16. Dezember 1948
Adolf Hitler wurde als Anführer der nationalsozialistischen Bewegung gefeiert, die sich das Ziel gesetzt hatte, Deutschland auf Kosten anderer Staaten zur dominierenden Macht in Europa zu machen. Die Nationalsozialisten ermordeten auf Grundlage ihrer rassischen Ideologie im Holocaust mindestens 6 Millionen Juden. Durch den durch Hitler ausgelösten Zweiten Weltkrieg starben weiterhin über 50 Millionen Menschen.
Er nahm sich kurz vor Ende des Zweiten Weltkriegs das Leben.
- Hermann Göring (* 12. Januar 1893 in Rosenheim, Bayern; † 15. Oktober 1946 in Nürnberg)

preußischer Ministerpräsident, Reichstagspräsident, Oberbefehlshaber der Luftwaffe
Verleihung 1934; aberkannt am 16. Dezember 1948
Göring war einer der führenden Köpfe der nationalsozialistischen Bewegung. Der Internationale Militärgerichtshof sprach ihn der Verschwörung gegen den Weltfrieden, der Durchführung eines Angriffskrieges, Verbrechen gegen das Kriegsrecht und Verbrechen gegen die Menschlichkeit schuldig.
- Joseph Goebbels (* 29. Oktober 1897 in Rheydt, Rheinprovinz; † 1. Mai 1945 in Berlin)

Reichspropagandaminister, Gauleiter von Berlin
Verleihung 1934; aberkannt am 16. Dezember 1948
Goebbels Aufgabe im nationalsozialistischen Reich war die gezielte Indoktrinierung des deutschen Volkes. Kurz nach der Machtergreifung wurden alle Zeitungen dem Propagandaministerium unterstellt. Goebbels initiierte die Novemberpogrome 1938 und propagierte 1943 angesichts einer hoffnungslosen militärischen Lage den totalen Krieg des deutschen Volkes.
Er nahm sich kurz vor Ende des Zweiten Weltkriegs das Leben.
- Wilhelm Frick (* 12. März 1877 in Alsenz, Bayern; † 16. Oktober 1946 in Nürnberg)

Reichsinnenminister
Verleihung im März 1937; aberkannt am 16. Dezember 1948
Wilhelm Frick war als Innenminister im NS-Staat dafür zuständig, die Gesetze zu verfassen, die die Weimarer Verfassung aushöhlen und die nationalsozialistische Führung zementieren sollten. Von ihm stammte unter anderem die Reichstagsbrandverordnung. Der Internationale Militärgerichtshof sprach ihn der Vorbereitung eines Angriffskrieges, Leitung und Teilnahme an Kriegsverbrechen sowie Verbrechen gegen die Menschlichkeit schuldig.
- Paul Lincke (* 7. November 1866; † 3. September 1946 in Clausthal-Zellerfeld, Niedersachsen)

Komponist
Verleihung am 7. November 1941
Verleihung anlässlich seines 75. Geburtstags. Paul Lincke war ein gefeierter Operettenkomponist, der lange Jahre am Berliner Varieté-Theater „Apollo“ gewirkt hatte. Von ihm stammt unter anderem der Marsch „Berliner Luft“. In den 1930er-Jahren wurden seine Werke durch den Rundfunk neu entdeckt.
- Wilhelm Pieck (* 3. Januar 1876 in Guben, Provinz Brandenburg; † 7. September 1960 in Berlin; ▭ Gedenkstätte der Sozialisten, Lichtenberg)

Mitglied des Präsidiums der Kommunistischen Internationalen, Reichstagsabgeordneter
Verleihung am 3. Januar 1946; aberkannt in West-Berlin am 16. Dezember 1948, in Ost-Berlin geführt bis 1992.
Verliehen anlässlich seines 70. Geburtstags. Pieck war in der Weimarer Republik Mitglied der KPD und des Spartakusbundes gewesen. 1946 forcierte er die Vereinigung von KPD und SPD zur SED und wurde erster Präsident der Deutschen Demokratischen Republik.
- Rudolf Wissell (* 8. März 1869 in Göttingen, Hannover; † 13. Dezember 1962 in Berlin; ▭ Kirchhof „Zum heiligen Kreuz“ Mariendorf)

Mitglied des Reichstags, Reichsarbeitsminister 1928–1930
Verleihung am 8. März 1949 in West-Berlin
Verliehen anlässlich seines 80. Geburtstags. Wissell hatte sich für den Ausbau des Wohlfahrtsstaats eingesetzt und strebte eine demokratisch-soziale Grundordnung an.
- Theodor Heuss (* 31. Januar 1884 in Brackenheim, Württemberg; † 12. Dezember 1963 in Stuttgart-Killesberg, Baden-Württemberg)

Bundespräsident
Verleihung am 31. Oktober 1949 in West-Berlin
Theodor Heuss war bereits in den 1920er-Jahren Bezirksvorsteher von Schöneberg gewesen. Für die DDP saß er bis 1933 im Reichstag. Nach dem Krieg wurde er Erster Vorsitzender der FDP.

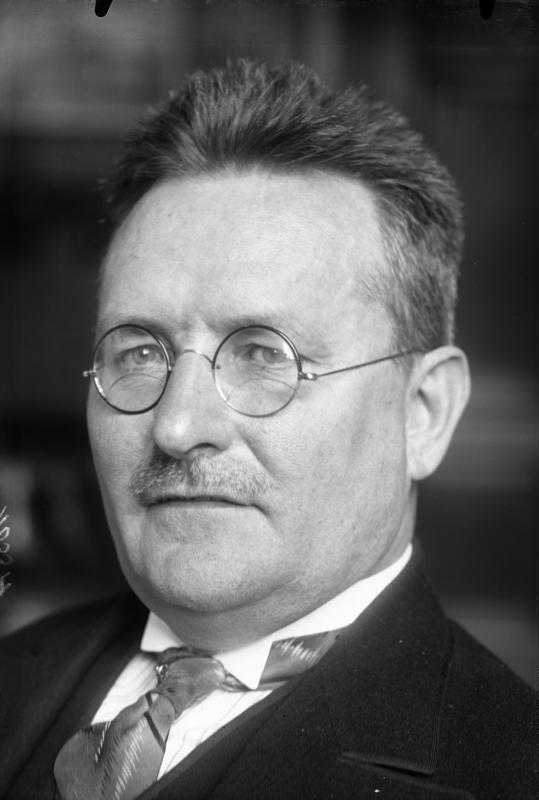
Paul Löbe

- Paul Löbe (* 14. Dezember 1875 in Liegnitz, Schlesien; † 3. August 1967 in Bonn; ▭ Waldfriedhof Zehlendorf)

Reichstagspräsident, Alterspräsident des Bundestags
Verleihung am 14. Dezember 1955 in West-Berlin
Verliehen anlässlich seines 80. Geburtstags. Paul Löbe war während der ganzen Zeit der Weimarer Republik Mitglied des Reichstags gewesen. Nach dem gescheiterten Attentat vom 20. Juli 1944 auf Hitler kam er ins KZ Groß-Rosen. 1948 wurde er Mitglied des Parlamentarischen Rats.
- Louise Schroeder (* 2. April 1887 in Altona; † 4. Juni 1957 in Berlin)

Reichstagsabgeordnete, Oberbürgermeisterin von Berlin 1947/1948
Verleihung am 2. April 1957 in West-Berlin
Verliehen anlässlich ihres 70. Geburtstags. Louise Schroeder hatte von 1920 bis 1933 dem Reichstag angehört. 1947 war sie die letzte Oberbürgermeisterin von Gesamt-Berlin.

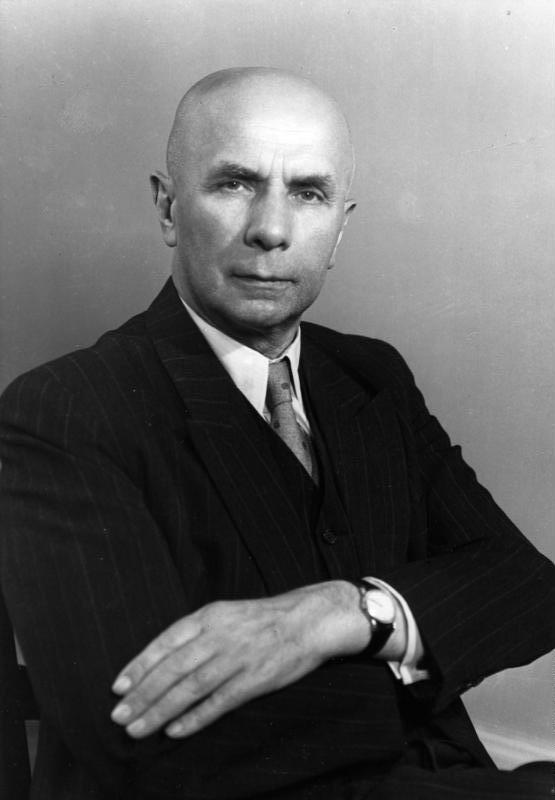
Jakob Kaiser

- Jakob Kaiser (* 8. Februar 1888 in Hammelburg, Bayern; † 7. Mai 1961 in Berlin; ▭ Waldfriedhof Zehlendorf)

Reichstagsabgeordneter, Bundesminister für Gesamtdeutsche Fragen
Verleihung am 8. Februar 1958 in West-Berlin
Verliehen anlässlich seines 70. Geburtstags. Jakob Kaiser hatte 1933 dem Reichstag angehört. Nach dem Krieg gründete er in der sowjetischen Besatzungszone die CDU, ging aber nach Konflikten mit der Besatzungsmacht in den Westen. 1949 wurde er in den Deutschen Bundestag gewählt.
- Otto Dibelius (* 15. Mai 1880 in Berlin; † 31. Januar 1967 ebenda; ▭ Parkfriedhof Lichterfelde)

Bischof von Berlin
Verleihung am 15. Mai 1958 in West-Berlin
Verliehen anlässlich seines 80. Geburtstags. Otto Dibelius war seit 1945 Bischof von Berlin und Brandenburg, durfte aber nicht mehr in die DDR einreisen. 1948 wurde er als erster Deutscher in den Ökumenischen Rat der Kirchen gewählt. 1949 bis 1961 war er zudem Vorsitzender des Rates der Evangelischen Kirche in Deutschland.
- Marie-Elisabeth Lüders (* 25. Juni 1878 in Berlin; † 23. März 1966 in West-Berlin; ▭ Waldfriedhof Dahlem)

Reichstagsabgeordnete, Alterspräsidentin des Bundestags
Verleihung am 25. Juni 1958 in West-Berlin
Verliehen anlässlich ihres 80. Geburtstags. Sie war Frauenrechtlerin und Demokratin. 1919 bis 1933 war sie Abgeordnete im Reichstag. Von 1953 bis 1961 gehörte sie dem Deutschen Bundestag an.
- Heinrich Lübke (* 14. Oktober 1894 in Enkhausen, Westfalen; † 6. April 1972 in Bonn)

Bundespräsident
Verleihung am 30. April 1962 in West-Berlin
Verliehen in Würdigung von Lübkes Verbundenheit mit der Stadt Berlin.

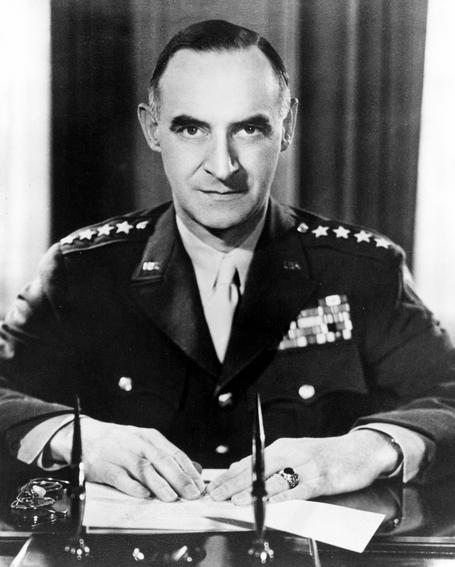
Lucius D. Clay

- Lucius D. Clay (* 23. April 1898 in Marietta, Georgia; † 16. April 1978 in Chatham, Massachusetts)

General der US-Armee, Militärgouverneur in Deutschland
Verleihung am 5. Mai 1962 in West-Berlin
Verliehen anlässlich seines Abschieds als Sondergesandter in Berlin. General Clay war nach dem Krieg Gouverneur der amerikanischen Besatzungszone. 1948 initiierte er die Berliner Luftbrücke, die die abgeschnittenen Bürger der Westsektoren versorgte.
- Walter Ulbricht (* 30. Juni 1893 in Leipzig; † 1. August 1973 in Ost-Berlin; ▭ Gedenkstätte der Sozialisten; Lichtenberg)

Staatsratsvorsitzender der DDR
Verleihung am 29. Juni 1963 in Ost-Berlin, aberkannt am 29. September 1992
Verliehen anlässlich seines 70. Geburtstags. Unter der Führung Walter Ulbrichts war zwei Jahre zuvor die Berliner Mauer errichtet worden.
- Otto Warburg (* 8. Oktober 1883 in Freiburg im Breisgau; † 1. August 1970 in Berlin; ▭ Friedhof Dahlem)

Leiter des Instituts für Zellphysiologie in Berlin-Dahlem
Verleihung am 8. Oktober 1963 in West-Berlin
Verliehen anlässlich seines 80. Geburtstags. Träger des Nobelpreises für Physiologie und Medizin. Auf Warburgs Vorschlag wurde 1931 das Institut für Zellphysiologie gegründet, das er selbst leitete. 1949 kehrte er nach Forschungsreisen in den USA zu diesem Posten zurück.

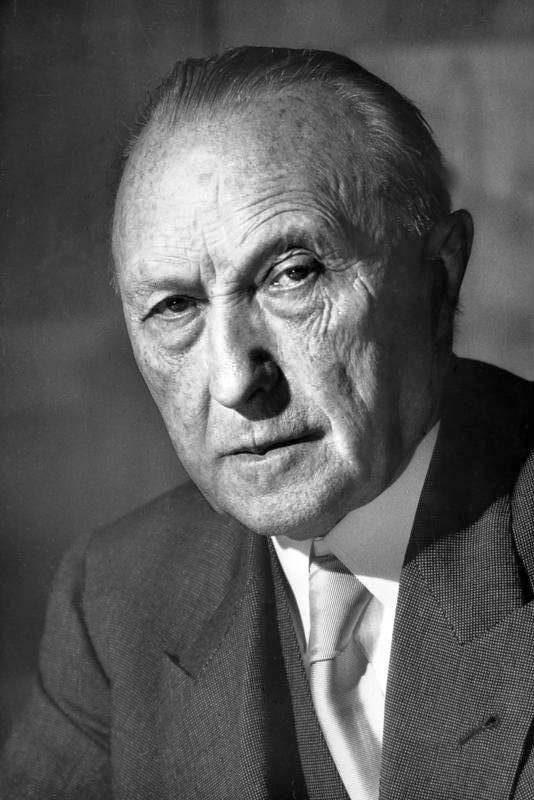
Konrad Adenauer

- Konrad Adenauer (* 5. Januar 1876 in Köln; † 19. April 1967 in Rhöndorf, Nordrhein-Westfalen)

Bundeskanzler
Verleihung am 10. Oktober 1963 in West-Berlin
Verliehen anlässlich seines Ausscheidens aus dem Amt als erster Bundeskanzler nach 14 Jahren. In seiner Amtszeit lag das Wirtschaftswunder – der Wiederaufbau des zerstörten Westdeutschlands – sowie die Aussöhnung mit Frankreich, Großbritannien und den USA und die Integration der Bundesrepublik in die Westeuropäische Union.
- Fjodor Bokow (* 7. Januar 1904 in Alferowka, Russland; † 1984)

Politisches Mitglied des Kriegsrates der Sowjetischen Militäradministration in Deutschland (SMAD)
Verleihung am 30. April 1965 in Ost-Berlin; aberkannt am 29. September 1992
Verliehen anlässlich des 20. Jahrestages der Schlacht um Berlin. Bokow war als Politisches Mitglied des Kriegsrates für die politische Linie der Militärverwaltung in der Sowjetischen Besatzungszone verantwortlich gewesen.
- Michail Jegorow (* 5. Mai 1923 in Jermoschenki, Sowjetunion; † 20. Juni 1975 in Smolensk)

Sergeant der Roten Armee
Verleihung am 8. Mai 1965 in Ost-Berlin; aberkannt am 29. September 1992
Verliehen am 20. Jahrestag der Befreiung. Jegorow hatte zusammen mit Kantaria die Siegesflagge auf dem Reichstagsgebäude in Berlin gehisst.
- Meliton Kantaria (* 5. Oktober 1920 in Dschawari, Georgien; † 27. Dezember 1993 in Moskau)

Sergeant der Roten Armee
Verleihung am 8. Mai 1965 in Ost-Berlin; aberkannt am 29. September 1992
Verliehen am 20. Jahrestag der Befreiung. Kantaria hatte zusammen mit Jegorow die Siegesflagge auf dem Reichstagsgebäude in Berlin gehisst.
- Michail Katukow (* 17. September 1900 in Bolschoje Uwarowo, Russland; † 8. Juni 1976 in Moskau)

Marschall der Panzertruppen
Verleihung am 8. Mai 1965 in Ost-Berlin; aberkannt am 29. September 1992
Verliehen 20. Jahrestag der Befreiung. Katukow war Oberbefehlshaber der siegreichen 1. Gardepanzerarmee in der Schlacht um Berlin gewesen.
- Iwan Konew (* 28. Dezember 1897 in Lodeino, Russland; † 21. Mai 1973 in Moskau)

Marschall der Sowjetunion
Verleihung am 8. Mai 1965 in Ost-Berlin; aberkannt am 29. September 1992
Verliehen am 20. Jahrestag der Befreiung. Konew war Oberbefehlshaber der Truppen, die das KZ Auschwitz befreiten und an der Schlacht um Berlin teilnahmen. Konew wird vorgeworfen, Übergriffe seiner Soldaten auf die Zivilbevölkerung zumindest geduldet zu haben.
- Alexander Kotikow (* 27. August 1902 in Bakino, Russland; † 19. Juli 1981 in Moskau)

Generalmajor der Roten Armee, Stadtkommandant von Berlin
Verleihung am 8. Mai 1965 in Ost-Berlin; aberkannt am 29. September 1992
Verliehen an 20. Jahrestag der Befreiung. Kotikow vollendete als Kommandant des Sowjetischen Sektors von Berlin die politische Teilung der Stadt, indem er die Wahl zur Stadtverordnetenversammlung von Groß-Berlin 1948 im Sowjetischen Sektor unterband.
- Nikolai Massalow (* 10. Dezember 1922 in Wosnessenka, (heute Rajon Tissul, Oblast Kemerowo); † 20. Dezember 2001 in Tjaschin, Oblast Kemerowo)

Offizier der Roten Armee
Verleihung am 8. Mai 1965 in Ost-Berlin; aberkannt am 29. September 1992
Verliehen am 20. Jahrestag der Befreiung.
- Wladimir Semjonow (* 16. Februar 1911 in Russland; † 18. Dezember 1992 in Köln)

Hochkommissar in Deutschland
Verleihung am 8. Mai 1965 in Ost-Berlin; aberkannt am 29. September 1992
Verliehen am 20. Jahrestag der Befreiung.
- Wassili Sokolowski (* 21. Juli 1897 in Kosliki, Russland; † 10. Mai 1968 in Moskau)

Marschall der Sowjetunion
Verleihung am 8. Mai 1965 in Ost-Berlin; aberkannt am 29. September 1992
Verliehen am 20. Jahrestag der Befreiung. Sokolowski war von 1946 bis 1949 Chef der SMAD.
- Michail Solomatin (* 5. Dezember 1894 in Kyschtym; † 22. Oktober 1986 in Moskau)

Offizier der Roten Armee
Verleihung am 8. Mai 1965 in Ost-Berlin; aberkannt am 29. September 1992
Verliehen am 20. Jahrestag der Befreiung.
- Wassili Tschuikow (* 31. Januar 1900 in Serebrjanyje Prudy, Russland; † 18. März 1982 in Moskau)

Marschall der Sowjetunion
Verleihung am 8. Mai 1965 in Ost-Berlin; aberkannt 29. September 1992
Verliehen  am 20. Jahrestag der Befreiung. Tschuikow hatte mit seinen Truppen an der Schlacht um Stalingrad und der Schlacht um Berlin teilgenommen. Von 1949 bis 1953 war er Oberbefehlshaber der Sowjetischen Besatzungstruppen in Deutschland.
- Friedrich Ebert (* 12. September 1894 in Bremen; † 4. Dezember 1979 in Ost-Berlin; ▭ Gedenkstätte der Sozialisten, Lichtenberg)

Oberbürgermeister von Berlin
Verleihung am 5. Juli 1967 in Ost-Berlin; aberkannt am 29. September 1992
Friedrich Ebert, Sohn des späteren Reichspräsidenten Friedrich Ebert, war am 30. November 1948 während der Teilung Berlins von der SED als Oberbürgermeister von Berlin eingesetzt worden.
- Nelly Sachs (* 10. Dezember 1891 in Berlin; † 12. Mai 1970 in Stockholm)

Schriftstellerin
Verleihung am 14. Juli 1967 in West-Berlin
Nelly Sachs hatte mit ihrem Werk Teil an der literarischen Aufarbeitung der Zeit des Nationalsozialismus. 1966 bekam sie dafür den Literatur-Nobelpreis verliehen.
- Otto Hahn (* 8. März 1879 in Frankfurt am Main; † 28. Juli 1968 in Göttingen)

Chemiker
Verleihung am 17. Juni 1968 in West-Berlin
Otto Hahn, der Begründer der Kernchemie, entdeckte u. a. die Kernspaltung der schweren Elemente Uran und Thorium, wofür ihm 1944 der Nobelpreis für Chemie verliehen wurde. 1959 erhielt das in Berlin-Wannsee neugeschaffene Institut für Kernforschung den Namen Hahn-Meitner-Institut. Von 1946 bis 1948 amtierte er als letzter Präsident der Kaiser-Wilhelm-Gesellschaft und von 1948 bis 1960 als Gründer und erster Präsident der aus ihr hervorgegangenen Max-Planck-Gesellschaft zur Förderung der Wissenschaften. Hahn wurde aufgrund seines Nachkriegs-Engagement für eine atomwaffenfreie Welt von internationalen Organisationen mehrfach für den Friedensnobelpreis vorgeschlagen.
- Hans Scharoun (* 20. September 1893 in Bremen; † 25. November 1972 in West-Berlin; ▭ Waldfriedhof Zehlendorf)

Architekt, Präsident der Akademie der Künste in Berlin (West)
Verleihung am 26. Februar 1969 in West-Berlin
Scharoun zählte zu den bedeutendsten Architekten der Moderne. Zu seinen Werken in Berlin gehören die Siedlung Siemensstadt und die Philharmonie.
- Otto Nagel (* 27. September 1894 in Berlin; † 12. Juli 1967 in Ost-Berlin; ▭ Zentralfriedhof Friedrichsfelde)

Maler, Präsident der Deutschen Akademie der Künste in Berlin (Ost)
Verleihung postum am 4. Februar 1970 in Ost-Berlin
Otto Nagel beschäftigte sich in seinen Bildern besonders mit der Arbeiterklasse. Trotz Berufsverbots nach 1933 schuf er zahlreiche Ansichten Berlins vor seiner Zerstörung im Zweiten Weltkrieg.

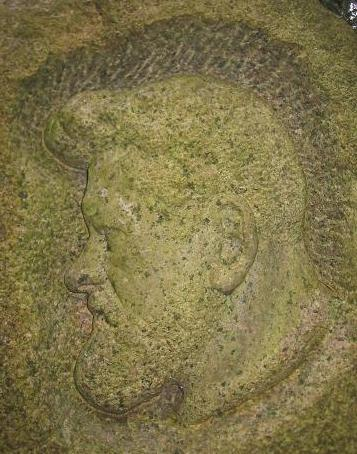
Heinrich Zille

- Heinrich Zille (* 10. Januar 1858 in Radeburg, Sachsen; † 9. August 1929 in Berlin; ▭ Südwestkirchhof Stahnsdorf)

Zeichner
Verleihung postum am 4. Februar 1970 in Ost-Berlin
Heinrich Zille hielt in seinem Werk besonders das Milieu der Berliner Mietskasernen und ihrer Bewohner fest.
- Karl Schmidt-Rottluff (* 1. Dezember 1884 in Rottluff, Sachsen; † 10. August 1976 in West-Berlin; ▭ Waldfriedhof Dahlem)

Maler
Verleihung am 10. April 1970 in West-Berlin
Karl Schmidt-Rottluff war Begründer der Künstlervereinigung „Brücke“ und einer der bedeutendsten Vertreter des Expressionismus. An seinem 80. Geburtstag vermachte er Berlin eine Vielzahl an Werken, die in dem eigens dafür gegründeten Brücke-Museum ausgestellt sind.

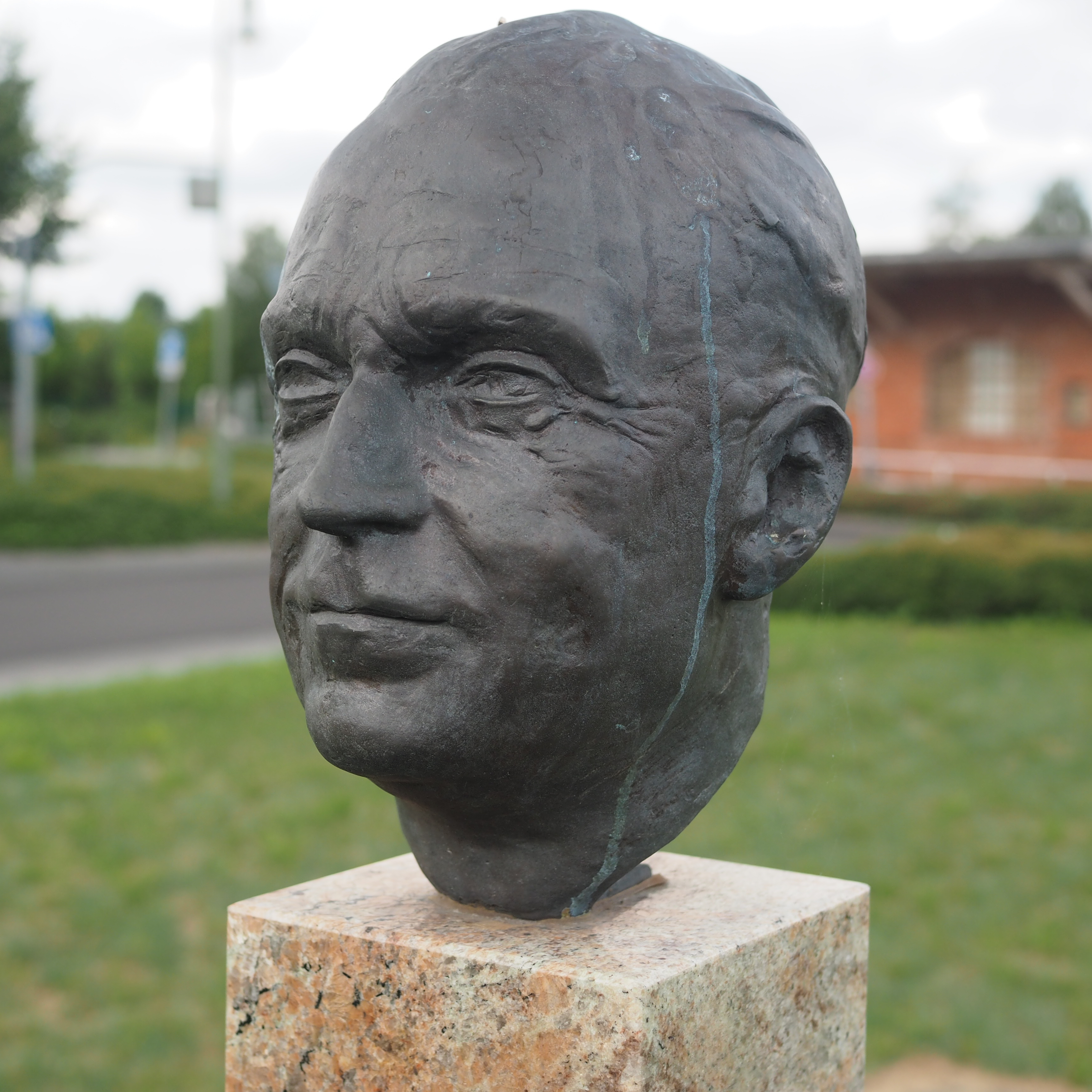
Heinrich Grüber

- Heinrich Grüber (* 24. Juni 1891 in Stolberg (Rheinland); † 29. November 1975 in West-Berlin)

Theologe und Widerstandskämpfer
Verleihung am 8. Mai 1970 in West-Berlin
Verliehen anlässlich des 25. Jahrestages des Kriegsendes. Mit seinem „Büro Grüber“ half er ab 1937 verfolgten Christen in Deutschland. 1940 bis 1943 war er gefangen im KZ Sachsenhausen bzw. KZ Dachau. Nach dem Krieg war er Bevollmächtigter der Evangelischen Kirche bei der DDR-Regierung und bemühte sich um Ausgleich und Verständigung. Grüber wurde 1966 Ehrenpräsident der Deutsch-Israelischen Gesellschaft.

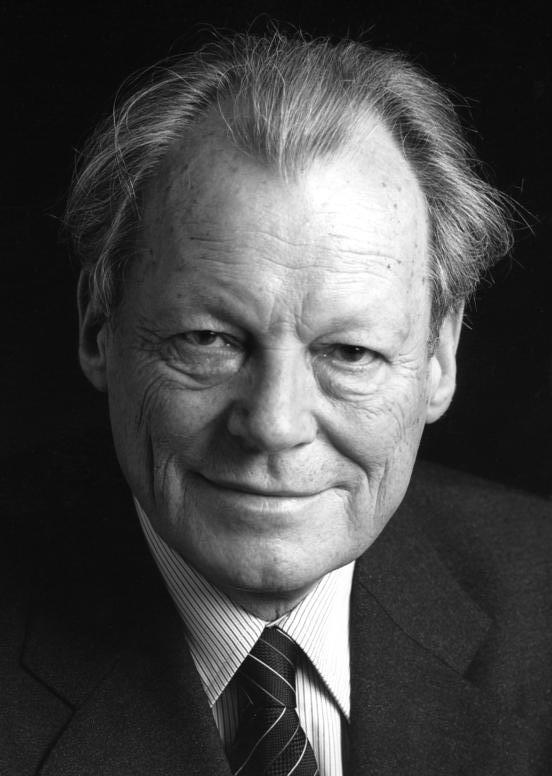
Willy Brandt

- Willy Brandt (* 18. Dezember 1913 in Lübeck; † 8. Oktober 1992 in Unkel, Rheinland-Pfalz; ▭ Waldfriedhof Zehlendorf)

Regierender Bürgermeister von Berlin, Bundeskanzler
Verleihung am 12. Dezember 1970 in West-Berlin
Willy Brandt war zur Zeit des Mauerbaus Regierender Bürgermeister in West-Berlin. Als Bundeskanzler versuchte er im Rahmen der Ostpolitik einen Ausgleich zwischen den westlichen und den östlichen Staaten zu schaffen. Die 1970 geschlossenen Moskauer und Warschauer Verträge kamen Friedensverträgen der Bundesrepublik mit Polen bzw. der Sowjetunion gleich.
- Pjotr Abrassimow (* 16. Mai 1912 in Boguschewsk, Russland; † 16. Februar 2009 in Moskau)

Sowjetischer Botschafter in der DDR
Verleihung im September 1971 in Ost-Berlin; aberkannt am 29. September 1992
Abrassimow war maßgeblich am Zustandekommen des Berlinabkommens beteiligt, das den Status quo für Berlin sichern und weitere Konflikte verhindern sollte. Erich Honecker bat später in Moskau aufgrund seines zunehmend selbstherrlichen und bevormundenden Auftretens gegenüber der DDR-Regierung um Abrassimows Ablösung.
- Ferdinand Friedensburg (* 17. November 1886 in Schweidnitz, Schlesien; † 11. März 1972 in Berlin; ▭ Kirchhof Nikolassee)

Reichstagsabgeordneter, amtierender Oberbürgermeister von Berlin 1948
Verleihung am 20. Oktober 1971 in West-Berlin
Ferdinand Friedensburg war während der sich abzeichnenden Teilung der Stadt amtierender Oberbürgermeister. Er harrte so lange im (im Ostteil gelegenen) Berliner Rathaus aus, bis er mit Gewalt aus dem Gebäude entfernt werden musste. Im Deutschen Bundestag vertrat Friedensburg später West-Berlin als Abgeordneter.
- Franz Neumann (* 14. August 1904 in Berlin; † 9. Oktober 1974 in West-Berlin)

Widerstandskämpfer gegen das NS-Regime, Bundestagsabgeordneter
Verleihung am 20. Oktober 1971 in West-Berlin
Franz Neumann arbeitete bis 1933 als Jugendfürsorger für den Magistrat von Berlin. Wegen seiner Widerstandsarbeit für die SPD wurde er 1936 wegen Vorbereitung zum Hochverrat verurteilt. Nach 1945 gründete er die SPD Reinickendorf neu und war an der Verhinderung der Zwangsvereinigung von SPD und KPD in den westlichen Sektoren Berlins beteiligt. 1949 bis 1960 war Neumann Bundestagsabgeordneter für West-Berlin und förderte den Wiederaufbau der Technischen Universität Berlin.
- Hans Reif (* 19. Januar 1899 in Leipzig; † 11. November 1984 in West-Berlin; ▭ Friedhof Zehlendorf)

Mitglied des Parlamentarischen Rats, Bundestagsabgeordneter und Abgeordneter von Berlin
Verleihung am 20. Oktober 1971 in West-Berlin
Hans Reif vertrat 1949 bis 1957 West-Berlin im Deutschen Bundestag in Bonn. Ab 1953 unterrichtete er außerdem Europapolitik an der Deutschen Hochschule für Politik in Berlin. 1963 bis 1971 war er außerdem Mitglied des Abgeordnetenhauses.
- Herbert von Karajan (* 5. April 1908 in Salzburg; † 16. Juli 1989 in Anif, Salzburg)

Leiter des Philharmonischen Orchesters Berlin
Verleihung am 23. November 1973 in West-Berlin
Von Karajan war als Dirigent über 50 Jahre mit Berlin verbunden. Sein Durchbruch gelang ihm 1938 mit einer Aufführung des Fidelio an der Staatsoper Unter den Linden. 1941 bis 1944 war er deren Kapellmeister. 1955 kehrte er nach Berlin zurück und war bis 1989 Musikalischer Leiter der Berliner Philharmoniker, mit denen er auch international große Erfolge feierte.

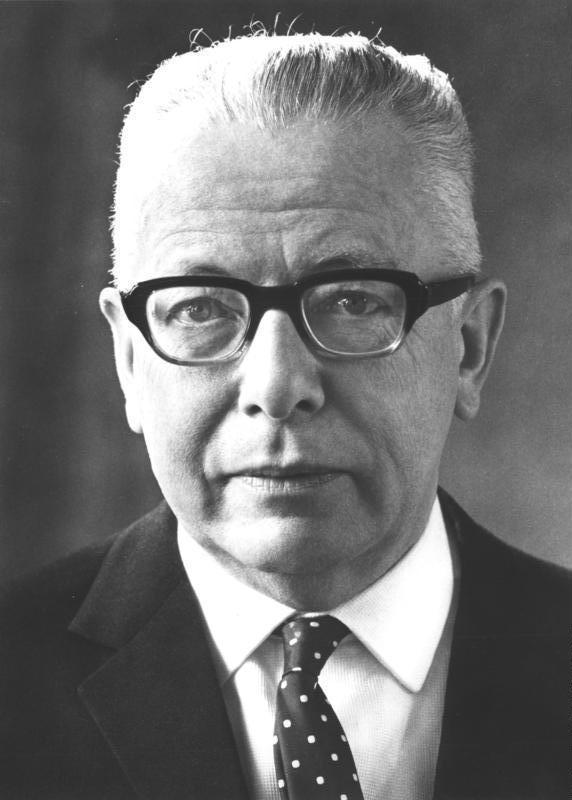
Gustav Heinemann

- Gustav Heinemann (* 23. Juli 1899 in Schwelm, Rheinland; † 7. Juli 1976 in Essen)

Bundespräsident
Verleihung am 18. Februar 1974 in West-Berlin
Heinemann gehörte in der Zeit des Nationalsozialismus zu den führenden Männern in der Bekennenden Kirche. In Bonn wurde er zunächst Bundesinnenminister, legte aber dieses Amt aus Protest gegen die Wiederbewaffnung der Bundesrepublik nieder. Ab 1966 war er Bundesjustizminister und 1969 bis 1974 Bundespräsident. Die Verleihung der Ehrenbürgerwürde erfolgte kurz vor Ende seiner Amtszeit.
- Nikolai Bersarin (* 1. April 1904 in Sankt Petersburg; † 16. Juni 1945 in Berlin)

Generaloberst der Roten Armee, erster Stadtkommandant von Berlin
Verleihung postum am 2. Mai 1975 in Ost-Berlin; gestrichen am 29. September 1992; wiederaufgenommen am 11. Februar 2003
Verliehen anlässlich des 30. Jahrestages des Endes der Schlacht um Berlin. Generaloberst Bersarin bemühte sich weit über seine Dienstpflicht hinaus, die Übergriffe der sowjetischen Soldaten auf die Zivilbevölkerung zu unterbinden, organisierte die Lebensmittelversorgung für die Bevölkerung und die Reparatur der Straßen, Strom- und Wasserleitungen und förderte außerdem den Wiederaufbau des kulturellen Lebens in Berlin.

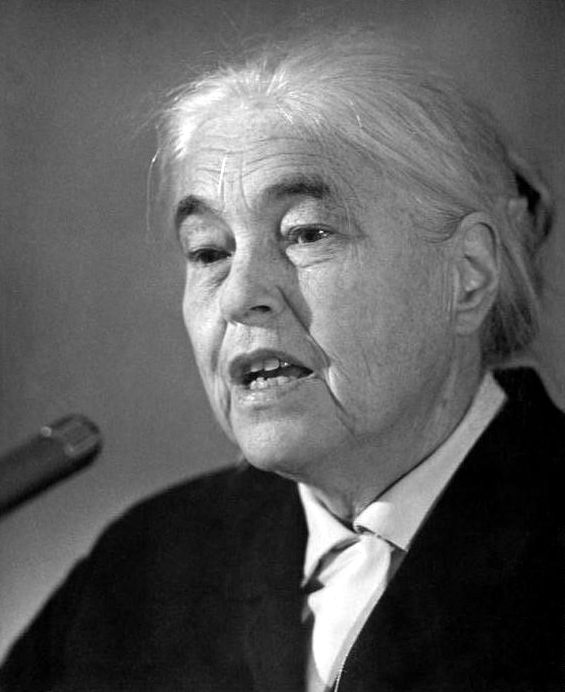
Anna Seghers

- Anna Seghers (* 19. November 1900 in Mainz; † 1. Juni 1983 in Ost-Berlin; ▭ Friedhof der Dorotheenstädtischen und Friedrichswerderschen Gemeinden, Mitte)

Schriftstellerin
Verleihung am 19. November 1975 in Ost-Berlin
Anna Seghers zählte zu den bekanntesten deutschen Schriftstellern, die sich mit der Zeit des Nationalsozialismus auseinandersetzten. Ihre Romane Transit und Das siebte Kreuz wurden weltberühmt. 1952 bis 1978 war sie Präsidentin des Schriftstellerverbandes der DDR.

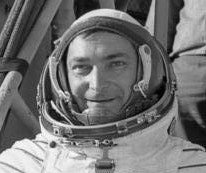
Waleri Bykowski

- Waleri Bykowski (* 2. August 1934 in Pawlowski Possad, Sowjetunion; † 27. März 2019)

Kosmonaut
Verleihung am 21. September 1978 in Ost-Berlin
Waleri Bykowski startete 1963 als fünfter Mensch in den Weltraum. Als Kommandant des Raumschiffs Sojus 31 flog er zusammen mit Sigmund Jähn ins All, wofür er die Ehrenbürgerwürde erhielt. Von 1988 bis 1990 war er Direktor des Hauses der Sowjetischen Wissenschaft und Kultur in Berlin.

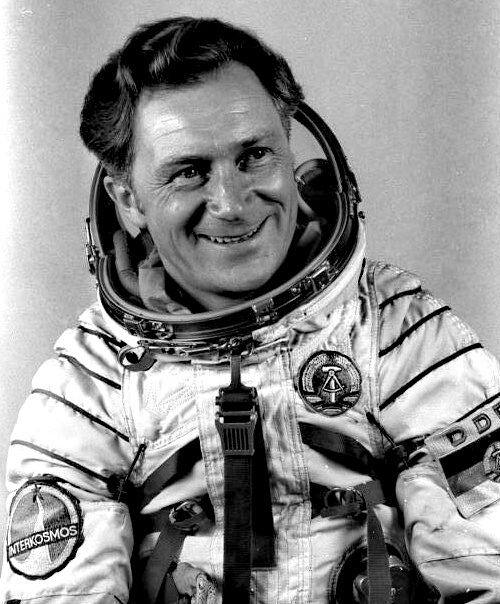
Sigmund Jähn

- Sigmund Jähn (* 13. Februar 1937 in Morgenröthe-Rautenkranz, Sachsen; † 21. September 2019 in Strausberg)

Kosmonaut
Verleihung am 21. September 1978 in Ost-Berlin
Sigmund Jähn startete als Forschungskosmonaut an Bord von Sojus 31 1978 als erster Deutscher in den Weltraum. Sein Flug dauerte acht Tage. Jähn arbeitete später für die Europäische Weltraumbehörde ESA.
- Walter Scheel (* 8. Juli 1919 in Höhscheid, Westfalen; † 24. August 2016 in Bad Krozingen, Baden-Württemberg; ▭ Waldfriedhof Zehlendorf)

Bundesaußenminister, Bundespräsident
Verleihung am 27. November 1978 in West-Berlin
Walter Scheel war als Außenminister an der Verwirklichung der Ostpolitik und Entspannungspolitik im Kalten Krieg beteiligt. Die Ehrenbürgerwürde wurde ihm für sein Engagement für die Stadt verliehen.
- Johann Baptist Gradl (* 25. März 1904 in Berlin; † 2. Juli 1988 in West-Berlin; ▭ Kirchhof der St.-Matthias-Gemeinde, Mariendorf)

Leiter des Berliner Büros der Exil-CDU, Bundestagsabgeordneter
Verleihung am 28. April 1982 in West-Berlin
Gradl war 1945 Mitbegründer der CDU in der Sowjetischen Besatzungszone. Von der SMAD wurde er 1947 mit einem Redeverbot belegt und musste den Osten verlassen. In West-Berlin gründete er dann die Exil-CDU. Von 1957 bis 1980 war er außerdem Berliner Abgeordneter im Deutschen Bundestag in Bonn. Gradl war stets ein Verfechter der deutschen Einheit.
- Erich Honecker (* 25. August 1912 in Wiebelskirchen, Saarland; † 29. Mai 1994 in Santiago de Chile)

Staatsratsvorsitzender der DDR
Verleihung am 25. August 1982 in Ost-Berlin, aberkannt 1989
Erich Honecker war seit 1975 der erste Mann in der DDR. Zu seinen Leistungen zählt die Etablierung der DDR, in Form des Grundlagenvertrages und der Mitgliedschaft bei den Vereinten Nationen. In seiner Amtszeit lag allerdings auch der wirtschaftliche Niedergang des Landes, der in Verbindung mit dem durch große Teile der DDR-Bevölkerung als unrechtmäßig empfundenen politischen System schließlich zur politischen Wende und zur Auflösung der DDR führte.
- Shepard Stone (* 31. März 1908 in Nashua, New Hampshire; † 4. Mai 1990 in Vermont)

Direktor des Aspen-Institut für humanistische Studien in Berlin
Verleihung am 24. März 1983 in West-Berlin
Stone widmete sich sehr der Förderung Berlins und der deutsch-amerikanischen Freundschaft. 1974 kam er als Direktor der von ihm angeregten Filiale des Aspen-Instituts in die Stadt und leitete hier zahlreiche Tagungen.

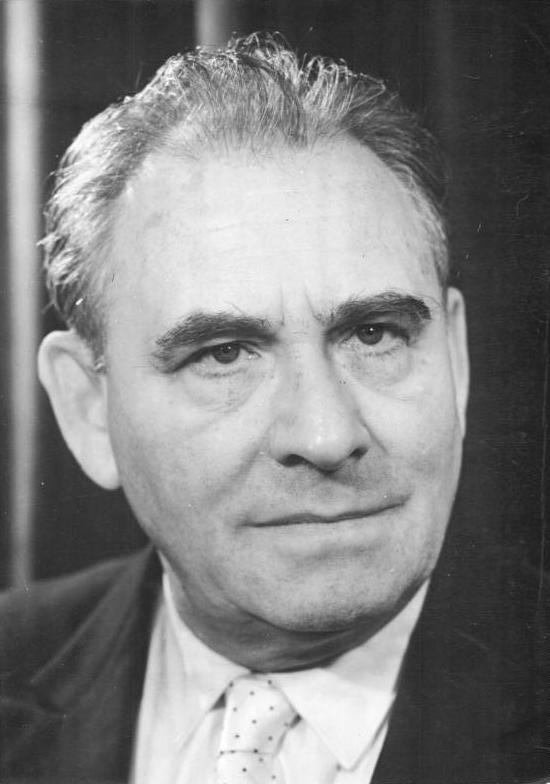
Wolfgang Heinz

- Wolfgang Heinz (* 18. Mai 1900 in Pilsen; † 30. Oktober 1984 in Berlin; ▭ Friedhof Adlershof)

Schauspieler
Verleihung am 30. September 1983 in Ost-Berlin
Heinz kam 1956 in die Stadt und arbeitete am Deutschen Theater, dessen Intendant er 1963 wurde. 1966 wurde er zum Präsidenten des Verbands der Theaterschaffenden der DDR ernannt. Nach 1968 arbeitete er vor allem am Berliner Ensemble.
- Karl Carstens (* 14. Dezember 1914 in Bremen; † 30. Mai 1992 in Meckenheim, Nordrhein-Westfalen)

Bundespräsident
Verleihung am 3. April 1984 in West-Berlin
- John Jay McCloy (* 31. März 1895 in Philadelphia, Pennsylvania; † 11. März 1989 in Stamford, Connecticut)

Hochkommissar in Deutschland
Verleihung am 1. April 1985 in West-Berlin
Verliehen anlässlich seines 90. Geburtstags. McCloy wirkte als US-amerikanischer Hochkommissar entscheidend an der Vorbereitung des Marshallplans mit, der den Grundstein für den Wiederaufbau der westdeutschen Wirtschaft legte. 1963 initiierte er als Berater von Präsident John F. Kennedy dessen berühmten Besuch in Berlin.
- Wieland Herzfelde (* 11. April 1896 in Weggis, Kanton Luzern; † 23. November 1988 in Ost-Berlin; ▭ Friedhof der Dorotheenstädtischen und Friedrichswerderschen Gemeinden, Mitte)

Künstler
Verleihung am 11. April 1986 in Ost-Berlin
Herzfelde begründete die Berliner „Dada-Bewegung“. In der Zeit des Nationalsozialismus gab er mit Anna Seghers und Oskar Maria Graf in Prag die antifaschistischen „Neuen Deutschen Blätter“ heraus. In New York City gründete er mit Thomas Mann den Aurora-Verlag. 1949 kehrte er als Professor für Soziologie der neueren Literatur nach Berlin zurück. Herzfelde wurde für die Gründung des Malik-Verlages mit der Ehrenbürgerwürde ausgezeichnet.
- Heinz Galinski (* 28. November 1912 in Marienburg in Westpreußen; † 19. Juli 1992 in Berlin; ▭ Friedhof der Jüdischen Gemeinde, Charlottenburg)

Vorsitzender der Jüdischen Gemeinde in Berlin
Verleihung am 26. November 1987 in West-Berlin
Verliehen anlässlich seines 75. Geburtstags. Heinz Galinski und seine Familie wurden 1943 in das KZ Auschwitz deportiert. Als einziger Überlebender seiner Familie wurde er 1945 befreit. Zurück in Berlin gründete er eine neue Jüdische Gemeinde, die zunächst das Ziel hatte, überlebenden Juden die Auswanderung nach Israel oder in die USA zu ermöglichen. Bald jedoch ging es der Gemeinde nicht mehr um Ausreise, sondern um den Wiederaufbau. Heinz Galinski war stets darum bemüht, die jüdische Gemeinde und eine neue demokratische Gesellschaft zu etablieren.
- Wilhelmine Schirmer-Pröscher (* 9. Juli 1889 in Gießen; † 2. März 1992 in Berlin)

Stellvertretende Oberbürgermeisterin von Ost-Berlin
Verleihung am 9. Juli 1989 in Ost-Berlin, aberkannt am 29. September 1992
Verliehen anlässlich ihres 100. Geburtstags.

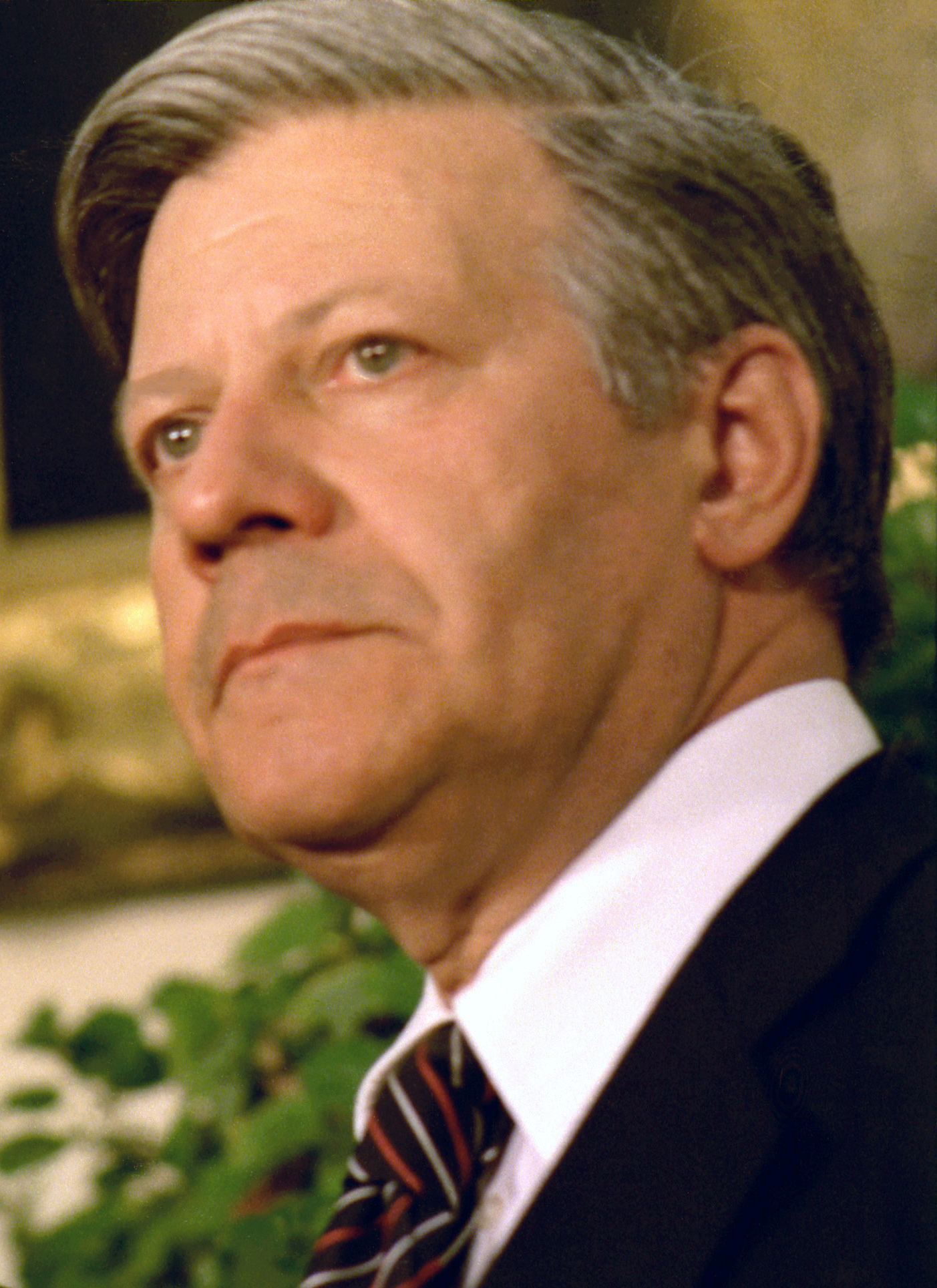
Helmut Schmidt

- Helmut Schmidt (* 23. Dezember 1918 in Hamburg; † 10. November 2015 in Hamburg)

Bundeskanzler
Verleihung am 13. Dezember 1989 in West-Berlin
Als Bundeskanzler schuf er die Voraussetzungen für die Entspannungspolitik zwischen den zwei deutschen Staaten. Der Ausbau der Transitwege und die Erleichterung der Einreise in die DDR, die er erwirkte, kamen besonders West-Berlin zugute.
- Richard Freiherr von Weizsäcker (* 15. April 1920 in Stuttgart; † 31. Januar 2015 in Berlin)

Regierender Bürgermeister, Bundespräsident
Verleihung am 29. Juni 1990 in West-Berlin
Richard von Weizsäcker war 1981 bis 1984 Regierender Bürgermeister von West-Berlin. 1984 wurde er zum Bundespräsidenten gewählt und wurde zum ersten Staatsoberhaupt des vereinten Deutschlands. Von Weizsäcker bekannte sich zur Schuld der Deutschen am Holocaust und besuchte als erster deutscher Präsident Israel. Bereits vor dem entsprechenden Beschluss 1991 sprach sich von Weizsäcker ausdrücklich für Berlin als neue Bundeshauptstadt aus.
- Michail Gorbatschow (* 2. März 1931 in Priwolnoje, Sowjetunion † 30. August 2022 in Moskau, Russland)

Generalsekretär der KPdSU, Präsident der Sowjetunion
Verleihung am 9. November 1992
Verliehen am 3. Jahrestag des Mauerfalls. Gorbatschow ebnete mit seiner Perestroika den Weg zur politischen Wende in der DDR. Der von ihm 1990 mitunterzeichnete Zwei-plus-Vier-Vertrag war die Voraussetzung für anschließende Wiedervereinigung der beiden deutschen Staaten.
- Helmut Kohl (* 3. April 1930 in Ludwigshafen am Rhein; † 16. Juni 2017 ebenda)

Bundeskanzler
Verleihung am 9. November 1992
Verliehen am dritten Jahrestag des Mauerfalls. Kohl war einer der bedeutendsten „Architekten“ der deutschen Wiedervereinigung und wurde 1990 zum ersten gesamtdeutschen Bundeskanzler wiedergewählt.

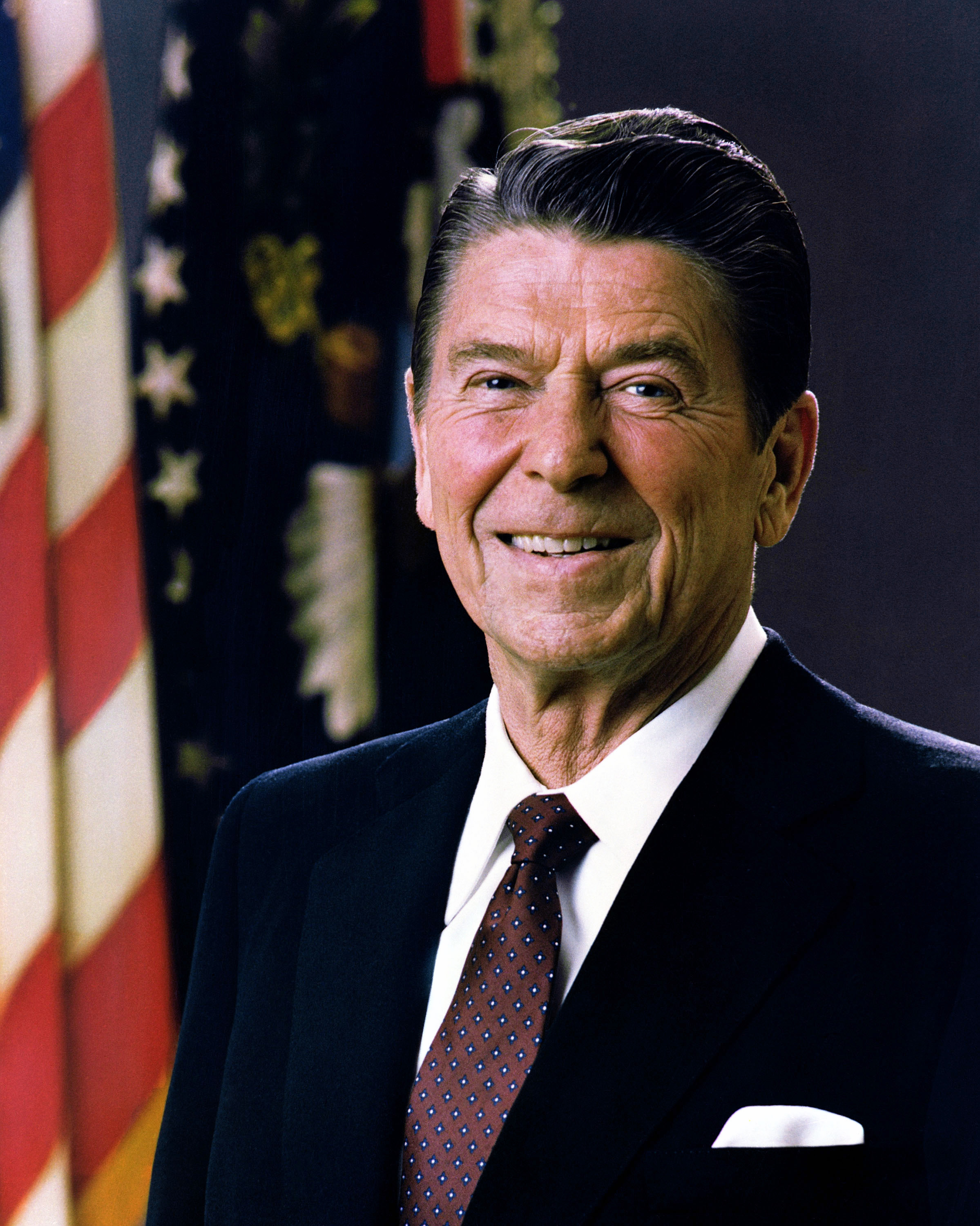
Ronald Reagan

- Ronald Reagan (* 6. Februar 1911 in Tampico, Illinois; † 5. Juni 2004 in Bel Air, Kalifornien)

Präsident der Vereinigten Staaten von Amerika
Verleihung am 9. November 1992
Verliehen am dritten Jahrestag des Mauerfalls. Seine Annäherung an Gorbatschow und die Sowjetunion trug maßgeblich zum Ende des Kalten Kriegs bei. Bekannt ist sein Besuch an der Mauer 1987.
- Hans-Dietrich Genscher (* 21. März 1927 in Reideburg, Provinz Sachsen; † 31. März 2016 in Wachtberg, Nordrhein-Westfalen)

Bundesaußenminister
Verleihung am 9. September 1993
Hans-Dietrich Genscher bemühte sich als Antwort auf die Perestroika von Michail Gorbatschow um eine aktivere Entspannungspolitik.
- Edzard Reuter (* 16. Februar 1928 in Berlin; † 27. Oktober 2024 in Stuttgart)

Unternehmer
Verleihung am 20. Mai 1998
Der Sohn des ehemaligen Regierenden Bürgermeisters Ernst Reuter galt als „Architekt“ des neuen Potsdamer Platzes. Noch vor der deutschen Wiedervereinigung beschloss er als Vorstandsvorsitzender von Daimler-Benz den Kauf des Grundstücks, das heute das QuartierDaimler beherbergt. Edzard Reuter setzte sich stets für Berlin als Zentrum von Wissenschaft, Wirtschaft und Kultur ein.
- Roman Herzog (* 5. April 1934 in Landshut, Bayern; † 10. Januar 2017 in Bad Mergentheim)

Bundespräsident
Verleihung am 3. Februar 1999
Verliehen anlässlich seines Ausscheidens aus dem Amt. Roman Herzog setzte sich besonders für die Förderung der inneren Einheit Deutschlands ein.

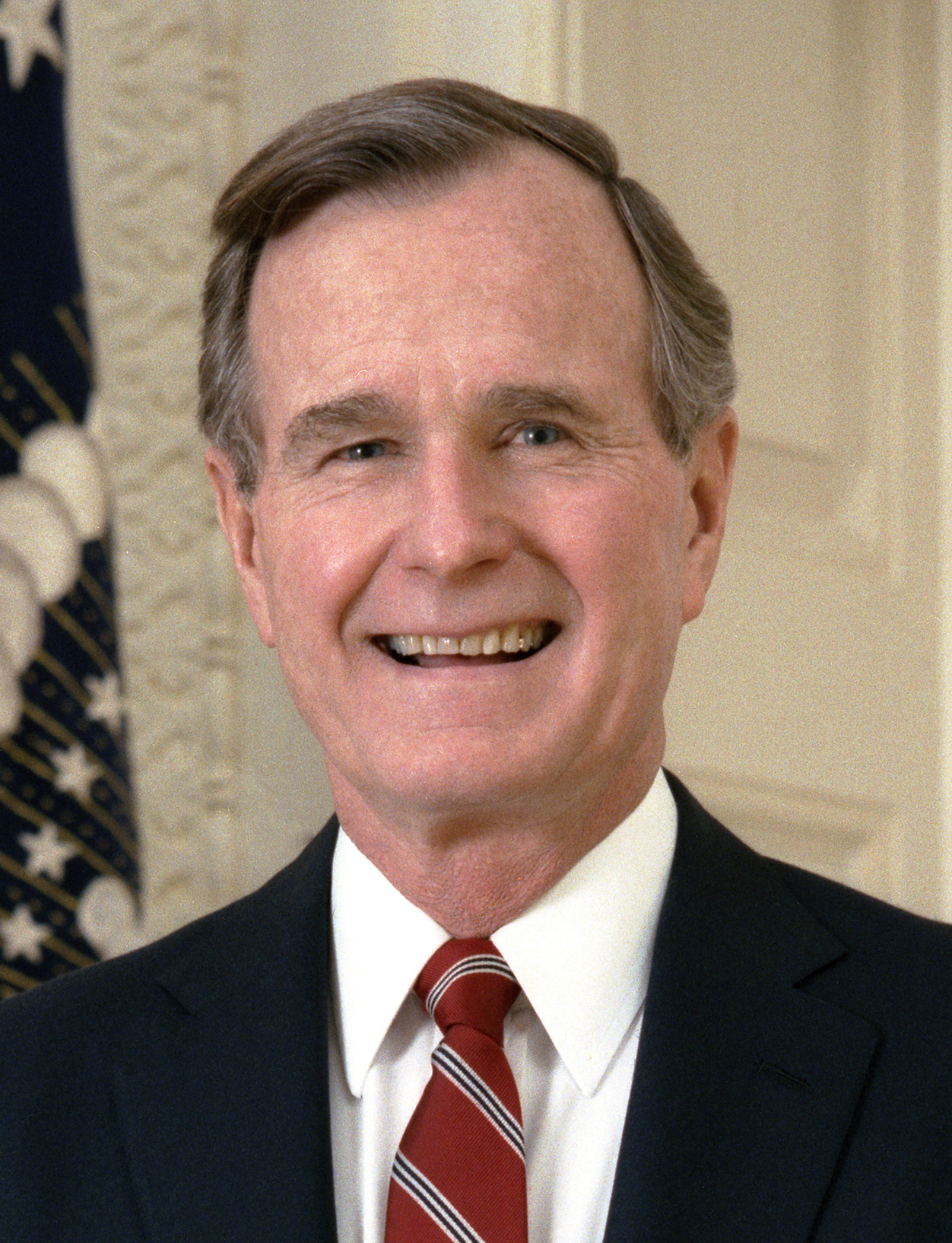
George Bush

- George H. W. Bush (* 12. Juni 1924 in Milton, Massachusetts; † 30. November 2018 in Houston, Texas)

Präsident der Vereinigten Staaten von Amerika
Verleihung am 8. November 1999
Verliehen zehn Jahre nach dem Mauerfall. George Bush war ein großer Fürsprecher der Wiedervereinigung Deutschlands.
- Dietrich Fischer-Dieskau (* 28. Mai 1925 in Berlin; † 18. Mai 2012 in Berg am Starnberger See)

Sänger (Bariton), Dirigent, Maler, Musikschriftsteller und Rezitator
Verleihung am 6. Dezember 2000
Der Sänger, von der Times als „bester Liedersänger der Welt“ bezeichnet, begann seine Karriere an der Städtischen Oper Berlin und feierte bis 1992 oft große Erfolge auf der Bühne.
- Egon Bahr (* 18. März 1922 in Treffurt, Thüringen; † 19. August 2015 in Berlin)

Sprecher des Berliner Senats, Berater von Bundeskanzler Brandt
Verleihung am 18. März 2002
Egon Bahr galt als einer der engsten Vertrauten von Willy Brandt. Er war Mitverfasser des Grundlagenvertrags zwischen der DDR und der Bundesrepublik und sprach sich für eine Entspannungspolitik aus. Durch sein Wirken erreichte er zumindest einige Erleichterungen für die Menschen im geteilten Deutschland.
- Marlene Dietrich (* 27. Dezember 1901 in Schöneberg; † 6. Mai 1992 in Paris; ▭ Friedhof Schöneberg III)

Schauspielerin und Sängerin
Verleihung postum am 6. Mai 2002
Verliehen anlässlich ihres zehnten Todestages. Marlene Dietrich feierte als Schauspielerin internationale Erfolge in Der blaue Engel und anderen Kinoproduktionen. In der Zeit des Nationalsozialismus engagierte sie sich stark gegen das NS-Regime.

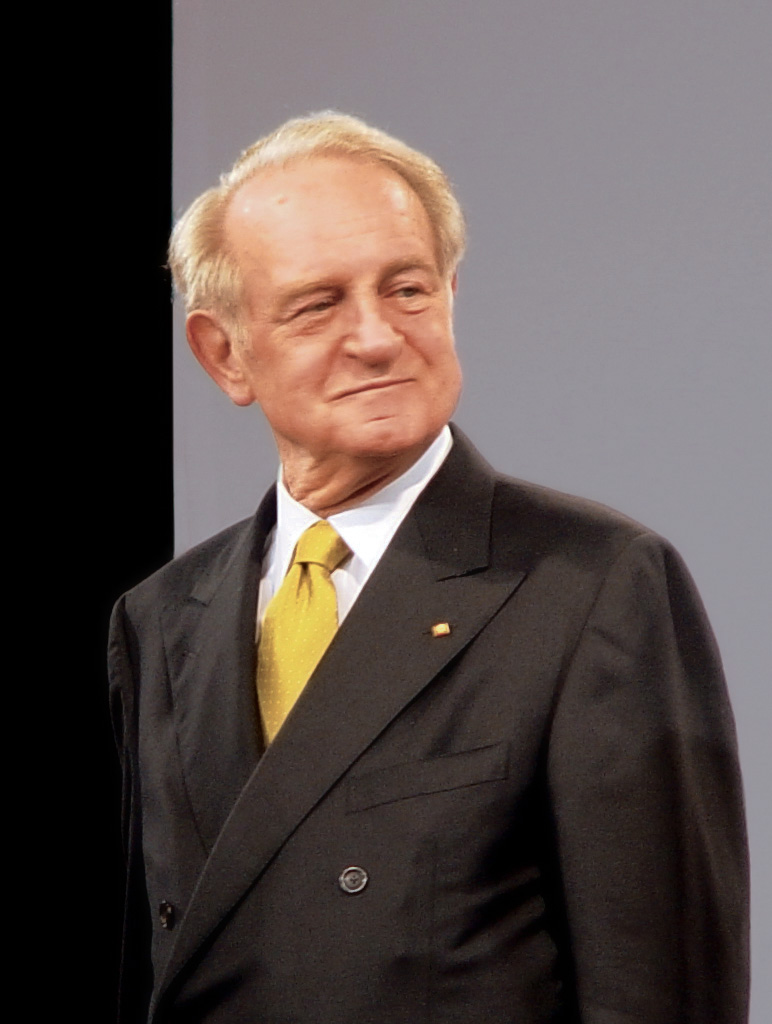
Johannes Rau

- Johannes Rau (* 16. Januar 1931 in Wuppertal; † 27. Januar 2006 in Berlin; ▭ Friedhof der Dorotheenstädtischen und Friedrichswerderschen Gemeinden, Mitte)

Bundespräsident
Verleihung am 15. März 2004
Johannes Rau lebte stets gemäß seinem Lebensmotto „Versöhnen statt spalten“. Er war zunächst lange Jahre Ministerpräsident von Nordrhein-Westfalen. In diesem Amt besuchte er auch als erster Ministerpräsident die DDR. 1999 wurde er – wie sein Mentor Gustav Heinemann zuvor – zum Bundespräsidenten gewählt.
- Heinz Berggruen (* 6. Januar 1914 in Wilmersdorf; † 23. Februar 2007 in Paris)

Kunstmäzen
Verleihung am 9. Juni 2004
Heinz Berggruen wird mit der Ehrenbürgerwürde für seine Verdienste um die Klassische Moderne, die er mit verschiedenen bedeutenden Ausstellungen förderte, geehrt.

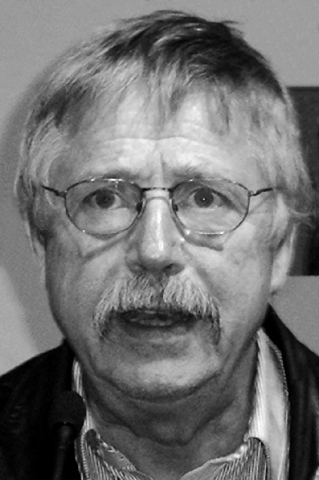
Wolf Biermann

- Wolf Biermann (* 15. November 1936 in Hamburg)

Liedermacher und Lyriker
Verleihung am 26. März 2007
Wolf Biermann wurde für seine Verdienste „als Fackel der Aufklärung im Nebel der Diktatur“ geehrt. Wolf Biermann übersiedelte als Jugendlicher in die DDR. Er wurde 1965 in der DDR mit Berufsverbot belegt und 1976 von der SED ausgebürgert. Um seine Ehrung gab es monatelange Diskussionen in der Berliner Landespolitik.
- Werner Otto (* 13. August 1909 in Seelow, Provinz Brandenburg; † 21. Dezember 2011 in Berlin)

Unternehmer
Verleihung am 11. August 2009
Werner Otto war als einer der Wirtschaftspioniere entscheidend am Wiederaufbau der deutschen Wirtschaft nach dem Zweiten Weltkrieg beteiligt.
- Joachim Gauck (* 24. Januar 1940 in Rostock)

Bundespräsident
Verleihung am 19. November 2014
Joachim Gauck erhielt die Ehrenbürgerschaft für das stetige Eintreten für Freiheit und Demokratie sowie gegen Diktatur und Unterdrückung.

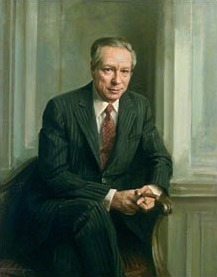
W. Michael Blumenthal

- W. Michael Blumenthal (* 3. Januar 1926 in Oranienburg)

Gründungsdirektor des Jüdischen Museums Berlin
Verleihung am 24. April 2015
W. Michael Blumenthal hat „entscheidend dazu beigetragen, dass Berlin als Metropole wahrgenommen [wird], die sich ihrer Geschichte stellt und sich damit zu Freiheit, Toleranz und Weltoffenheit bekennt.“
- Wolfgang Schäuble (* 18. September 1942 in Freiburg im Breisgau; † 26. Dezember 2023 in Gengenbach)

Bundesminister für besondere Aufgaben, Chef des Bundeskanzleramtes, Bundesinnenminister, Bundesfinanzminister, Fraktionschef der CDU/CSU-Bundestagsfraktion und zuletzt Präsident des 19. Deutschen Bundestages
Verleihung am 14. Juni 2016
- Inge Deutschkron (* 23. August 1922 in Finsterwalde; † 9. März 2022 in Berlin)

Journalistin und Autorin
Verleihung am 26. Juni 2018
- Margot Friedländer (* 5. November 1921 in Berlin; † 9. Mai 2025 in Berlin)

Überlebende des Holocaust
Verleihung am 26. Juni 2018

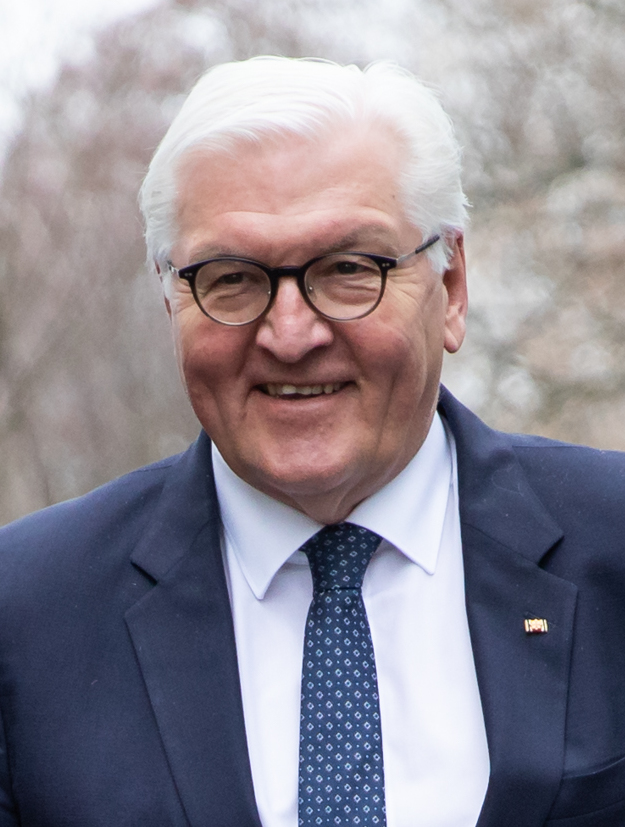
Frank-Walter Steinmeier

- Frank-Walter Steinmeier (* 5. Januar 1956 in Detmold)

Bundespräsident
Verleihung am 4. Oktober 2021
- Daniel Barenboim (* 15. November 1942 in Buenos Aires, Argentinien)

Dirigent, Generalmusikdirektor der Staatsoper Unter den Linden
Verleihung am 21. April 2023
- Friede Springer (* 15. August 1942 in Oldsum)

Verlegerin
Verleihung am 26. Februar 2025